# فهرست آثار ملی استان سمنان

شهرستان‌های استان سمنان

استان سمنان یکی از پهناورترین استان‌های کشور ایران است. شهر سمنان، مرکز و پرجمعیت‌ترین شهر این استان است. مساحت این استان برابر با ۹۷٬۴۹۱ کیلومتر مربع است که ۵٫۹ درصد مساحت کل کشور را شامل می‌شود و از نظر مساحت، هفتمین استان ایران محسوب می‌شود.

## آثار ثبت‌شده

### شهرستان دامغان
| ردیف | نام اثر                             | نگاره | دیرینگی                               | موقعیت | شمارهٔ ثبت | تاریخ ثبت  | منبع  |
| ---- | ----------------------------------- | ----- | ------------------------------------- | --- | --------- | ---------- | ----- |
| ۱    | تپه‌حصار                             |       | پیش از تاریخ ـ اشکانی (پارت) ـ ساسانی | قوشه، ۴۵ ک جنوب غربی شهردامغان، روستای حیدرآباد ۳۶°۹′۱۶٫۳۴″ شمالی ۵۴°۲۳′۵٫۸۶″ شرقی / ۳۶٫۱۵۴۵۳۸۹°شمالی ۵۴٫۳۸۴۹۶۱۱°شرقی | ۴۰        | ۱۳۱۰/۰۶/۲۴ | [ ۳ ] |
| ۲    | آرامگاه پیرعلمدار                   |       | قرن ۵ ق                               | راه‌آهن | ۷۹        | ۱۳۱۰/۱۰/۱۵ | [ ۴ ] |
| ۳    | مسجد و مناره چهل ستون (تاریخانه)    |       | قرن دو و ۳ ق ـ قرن ۵ ق                | خیابان ایستگاه راه‌آهن                                                                                                 | ۸۰        | ۱۳۱۰/۱۰/۱۵ |       |
| ۴    | مسجد جامع دامغان                    |       | غزنویان ـ سلجوقیان                    | دامغان، مرکز شهر، | ۸۱        | ۱۳۱۰/۱۰/۱۵ |       |
| ۵    | امامزاده جعفر                       |       | سلجوقیان                              | مرکز شهر | ۸۲        | ۱۳۱۰/۱۰/۱۵ |       |
| ۶    | آرامگاه چهل دختران دامغان           |       | قرن ۵ ق                               | مرکز شهر | ۸۳        | ۱۳۱۰/۱۰/۱۵ |       |
| ۷    | برج معصوم‌زاده (برج طغرل)            |       | سلجوقیان                              | مهماندوست، بخش مرکزی،                                                                                                 | ۲۷۷       | ۱۳۱۵/۱۲/۱۲ |       |
| ۸    | گنبد زنگوله                         |       | قرن ۷ ق                               | بخش مرکزی | ۶۵۰       | ۱۳۴۶/۰۱/۲۳ |       |
| ۹    | بنای تاریخی چشمه علی                |       | ـ تیموریان ـ صفویه ـ قاجاریه          | چشمعلی دامغان | ۸۳۰       | ۱۳۴۸/۰۲/۲۵ |       |
| ۱۰   | کاروان‌سرای شاه عباسی                |       | صفویه                                 | ۳۶ کیلومتری دامغان | ۹۷۰       | ۱۳۵۳/۰۲/۰۸ |       |
| ۱۱   | تپه‌حصار                             |       | پیش از تاریخ                          | ۳ ک جنوب شرق دامغان                                                                                                   | ۱۲۸۷      | ۱۳۵۵/۰۹/۲۳ |       |
| ۱۲   | کاروان‌سرای سپهسالار امیرآباد        |       | قاجاریه                               | امیریه، ۳ کیلومتری جاده آسفالته دامغان به سمنان                                                                       | ۱۶۴۷      | ۱۳۶۲/۰۹/۰۶ |       |
| ۱۳   | برج و باروی قدیمی شهر دامغان        |       | قاجاریه                               | اطراف محله قدیمی شهر                                                                                                  | ۱۷۹۹      | ۱۳۷۵/۰۹/۱۹ |       |
| ۱۴   | کاروان‌سرای دامغان                   |       | صفویه                                 | مرکز شهر مجاور مهمانسرای جهانگردی                                                                                     | ۱۹۶۶      | ۱۳۷۶/۱۲/۰۲ |       |
| ۱۵   | امامزاده محمد دیباج (دامغان)        |       | قرن ۸ ق                               | چشمه علی، روستای چهارده، دیباج                                                                                        | ۲۴۲۳      | ۱۳۷۸/۰۶/۳۰ |       |
| ۱۶   | گنج تپه شماره دو کشت دشت            |       | هزاره یک ق‌م                           | بخش مرکزی، دهستان رودبار، روستای چهارده                                                                               | ۲۴۷۰      | ۱۳۷۸/۰۹/۰۶ |       |
| ۱۷   | تپه باغ بالا یا خراب ده             |       | هزاره یک ق‌م                           | بخش مرکزی، دهستان رودبار، روستای غکه                                                                                  | ۲۴۷۱      | ۱۳۷۸/۰۹/۰۶ |       |
| ۱۸   | تپه کلاته گوش                       |       | هزاره یک ق‌م                           | بخش مرکزی، دهستان رودبار، روستای سرخده                                                                                | ۲۴۷۲      | ۱۳۷۸/۰۹/۰۶ |       |
| ۱۹   | منطقه باستانی گولر کن               |       | ساسانی ـ اسلامی                       | بخش مرکزی، دهستان رودبار، روستای کلاته                                                                                | ۲۴۷۳      | ۱۳۷۸/۰۹/۰۶ |       |
| ۲۰   | تپه لندر هور                        |       | قرون اولیه اسلامی                     | بخش مرکزی، دهستان رودبار، روستای آستانه                                                                               | ۲۴۷۴      | ۱۳۷۸/۰۹/۰۶ |       |
| ۲۱   | محوطه باستانی میلو                  |       | تاریخی ـ اسلامی                       | بخش صیدآباد، روستای دشتبو، دهستان تویه دروار                                                                          | ۲۴۷۵      | ۱۳۷۸/۰۹/۰۶ |       |
| ۲۲   | تپه شماره دو نریشم                  |       | هزاره یک ق‌م                           | بخش مرکزی، دهستان حومه، روستای نریشم                                                                                  | ۲۴۷۶      | ۱۳۷۸/۰۹/۰۶ |       |
| ۲۳   | تپه ولی گاه                         |       | هزاره یک ق‌م                           | بخش مرکزی، دهستان رودبار، روستای سرخده                                                                                | ۲۴۷۷      | ۱۳۷۸/۰۹/۰۶ |       |
| ۲۴   | قلعه تپه بادله کوه                  |       | هزاره یک ق‌م                           | بخش مرکزی، دهستان رودبارروستای بدله                                                                                   | ۲۴۷۸      | ۱۳۷۸/۰۹/۰۶ |       |
| ۲۵   | گنج تپه شماره یک کشت دشت            |       | هزاره یک ق‌م                           | بخش مرکزی، دهستان رودبار، روستای چهارده                                                                               | ۲۴۷۹      | ۱۳۷۸/۰۹/۰۶ |       |
| ۲۶   | گنج تپه نسروا                       |       | تاریخی                                | بخش مرکزی، دهستان رودبار، روستای چهارده                                                                               | ۲۴۸۰      | ۱۳۷۸/۰۹/۰۶ |       |
| ۲۷   | تپه قلعه‌خرابه                       |       | تاریخی                                | بخش صیدآباد، دهستان قهاب صرصر، روستای صیدآباد                                                                         | ۲۴۸۱      | ۱۳۷۸/۰۹/۰۶ |       |
| ۲۸   | گورستان کشت دشت                     |       | هزاره یک ق‌م                           | بخش مرکزی، دهستان رودبارروستای چهارده                                                                                 | ۲۴۸۲      | ۱۳۷۸/۰۸/۱۸ |       |
| ۲۹   | تپه حمام                            |       | اسلامی                                | بخش مرکزی، دهستان رودبار، روستای اهوانو                                                                               | ۲۴۸۳      | ۱۳۷۸/۰۸/۱۸ |       |
| ۳۰   | تپه باستانی نسروا                   |       | هزاره یک ق‌م                           | بخش مرکزی، دهستان رودبارروستای چهارده                                                                                 | ۲۴۸۴      | ۱۳۷۸/۰۸/۱۸ |       |
| ۳۱   | تپه سفید عباس‌آباد                   |       | هزاره یک ق‌م                           | بخش مرکزی، دهستان رودبار، روستای اگره                                                                                 | ۲۴۸۵      | ۱۳۷۸/۰۸/۱۸ |       |
| ۳۲   | تپه علی‌آباد                         |       | هزاره یک ق‌م                           | بخش مرکزی، دهستان رودبار، روستای اگره                                                                                 | ۲۴۸۶      | ۱۳۷۸/۰۸/۱۸ |       |
| ۳۳   | قلعه تپه لارکوه                     |       | تاریخی ـ اسلامی                       | بخش مرکزی، دهستان رودبار، روستای چهارده                                                                               | ۲۴۸۷      | ۱۳۷۸/۰۸/۱۸ |       |
| ۳۴   | تپه سردور چاه                       |       | هزاره یک ق‌م                           | بخش مرکزی، دهستان رودبارروستای سرخده                                                                                  | ۲۴۸۸      | ۱۳۷۸/۰۸/۱۸ |       |
| ۳۵   | گنج تپه در این دله                  |       | هزاره یک ق‌م                           | بخش مرکزی دهستان رودبار، روستای تویه                                                                                  | ۲۴۸۹      | ۱۳۷۸/۰۸/۱۸ |       |
| ۳۶   | تپه چمن ساد                         |       | تاریخی ـ اسلامی                       | شمالغرب دامغان ۳ کیلومتری روستای چمنسار                                                                               | ۲۶۴۵      | ۱۳۷۸/۱۲/۲۵ |       |
| ۳۷   | قلعه گرد کوه                        |       | اسماعیلیان                            | ۱۵ ک غرب شهر دامغان                                                                                                   | ۲۶۵۰      | ۱۳۷۸/۱۲/۲۵ |       |
| ۳۸   | قلعه مهرنگار دامغان                 |       | اسماعیلیان                            | ۲۳ ک شمال غرب دامغان ۸ کیلومتری شرق روستای آستانه                                                                     | ۲۶۵۱      | ۱۳۷۸/۱۲/۲۵ |       |
| ۳۹   | قلعه منصور کوه                      |       | اسماعیلیان                            | ۲۵ ک، شمال غرب دامغان و شمال روستای منصور کوه                                                                         | ۲۶۵۳      | ۱۳۷۸/۱۲/۲۵ |       |
| ۴۰   | محوطه باستانی دروار                 |       | تاریخی ـ اسلامی                       | ۵۰ کیلومتری دامغان شمال روستای دروار                                                                                  | ۲۶۵۵      | ۱۳۷۸/۱۲/۲۵ |       |
| ۴۱   | تپه شیر آشیان                       |       | پیش از تاریخ                          | بخش صیداباددهستان فعاب روستاق روستای شیراشیان                                                                         | ۲۶۵۷      | ۱۳۷۸/۱۲/۲۵ |       |
| ۴۲   | تپه چشمه کبود                       |       | پیش از تاریخ ـ تاریخی ـ اسلامی        | بخش مرکزی، دهستان رودبار، روستای چهارده                                                                               | ۲۶۵۸      | ۱۳۷۸/۱۲/۲۵ |       |
| ۴۳   | مدرسه موسویه دامغان                 |       | قاجاریه                               | محله بالا کوچه مدرسه                                                                                                  | ۲۷۴۹      | ۱۳۷۹/۰۴/۲۲ |       |
| ۴۴   | کاروان‌سرای گانو                     |       | احتمالاٌ صفویه                         | ۳۳ ک شمال غرب کاروانسرای قوشه                                                                                         | ۲۸۴۸      | ۱۳۷۹/۰۸/۱۶ |       |
| ۴۵   | بازار دامغان                        |       | قاجاریه                               | مرکز شهر | ۲۹۱۶      | ۱۳۷۹/۰۹/۲۰ |       |
| ۴۶   | قلعه گیو تنگه                       |       | اسلامی                                | مسیر جاده شهرکرد، غرب شهر در مزرعه کیو تنگه                                                                           | ۲۹۵۲      | ۱۳۷۹/۱۰/۲۸ |       |
| ۴۷   | تپه باستانی سیاه تپه                |       | تاریخی                                | شهرستان دامغان، ۸۰۰ م شمال شرق مؤمن آباد                                                                              | ۳۵۳۷      | ۱۳۷۹/۱۲/۲۵ |       |
| ۴۸   | تپه سفید دامغان                     |       | تاریخی                                | شهرستان دامغان، بخش مرکزی، دهستان حومه، ۵ کیلومتری شمال شرق روستای برم                                                | ۳۵۳۸      | ۱۳۷۹/۱۲/۲۵ |       |
| ۴۹   | تپه باستانی جیران قلعه شمالی وجنوبی |       | تاریخی ـ اسلامی                       | شهرستان دامغان، بخش مرکزی، دهستان حومه، ۲/۵ م جنوب روسنای بق                                                          | ۳۵۳۹      | ۱۳۷۹/۱۲/۲۵ |       |
| ۵۰   | تپه بق                              |       | تاریخی ـ اسلامی                       | شهرستان دامغان، بخش مرکزی، دهستان حومه، ۳ کیلومتری شرق روستای بق                                                      | ۳۵۴۰      | ۱۳۷۹/۱۲/۲۵ |       |
| ۵۱   | تپه باستانی کل مؤمن                 |       | تاریخی ـ اسلامی                       | شهرستان دامغان، بخش مرکزی، دهسنان حومه، ۳ کیلومتری شرق بق                                                             | ۳۵۴۱      | ۱۳۷۹/۱۲/۲۵ |       |
| ۵۲   | تپه قبرستان مومن‌آباد                |       | تاریخی                                | شهرستان دامغان، بخش مرکزی، دهستان دامنکوه، داخل روستای مؤمن آباد                                                      | ۳۵۴۲      | ۱۳۷۹/۱۲/۲۵ |       |
| ۵۳   | تپه ابراهیم‌آباد                     |       | تاریخی ـ اسلامی                       | شهرستان دامغان، دهستان دامنکوه، ۲/۵ کیلومتری جنوب غربی روستای مهماندوست                                               | ۳۵۴۳      | ۱۳۷۹/۱۲/۲۵ |       |
| ۵۴   | قلعه تپه طاق                        |       | تاریخی ـ اسلامی                       | شهرستان دامغان، بخش مرکزی، داخل روستای طاق                                                                            | ۳۵۴۴      | ۱۳۷۹/۱۲/۲۵ |       |
| ۵۵   | تپه عباس‌آباد                        |       | هزاره یک ق‌م                           | شهرستان دامغان، بخش مرکزی، دهستان حومه، ۷۰۰ م جنوب شرق روستای عباس‌آباد                                                | ۳۵۴۵      | ۱۳۷۹/۱۲/۲۵ |       |
| ۵۶   | تپه عبدل‌آباد                        |       | تاریخی                                | شهرستان دامغان، بخش مرکزی، دهستان دامنکوه، دو کیلومتری مؤمن آباد                                                      | ۳۶۲۸      | ۱۳۷۹/۱۲/۲۵ |       |
| ۵۷   | تپه زرین‌آباد                        |       | تاریخی                                | ۳۴ کیلومتری شمال شرق شهرستان دامغان، بخش مرکزی دهستان دامن کوه، شمال غرب روستای زرین آباد                             | ۳۶۲۹      | ۱۳۷۹/۱۲/۲۵ |       |
| ۵۸   | تپه شمس‌آباد                         |       | پیش از تاریخ ـ تاریخی                 | شهرستان دامغان، بخش مرکزی، دهستان تاریخی، ۲۰۰ م شرق شمس‌آباد                                                           | ۳۶۳۰      | ۱۳۷۹/۱۲/۲۵ |       |
| ۵۹   | تپه مؤمن‌آباد                        |       | تاریخی ـ اسلامی                       | شهرستان دامغان، بخش مرکزی، دهستان دامنکوه، دو کیلومتری شرق روستای مؤمن آباد                                           | ۳۶۳۱      | ۱۳۷۹/۱۲/۲۵ |       |
| ۶۰   | تپه مهماندوست                       |       | تاریخی                                | شهرستان دامغان، بخش مرکزی، دهستان دامنکوه، ۶۰ کیلومتری جنوب روستای مهماندوست                                          | ۳۶۳۲      | ۱۳۷۹/۱۲/۲۵ |       |
| ۶۱   | تپه اسحاق‌آباد                       |       |                                       | | ۳۶۳۳      | ۱۳۷۹/۱۲/۲۵ |       |
| ۶۲   | تپه باستانی قلعه پنجم               |       | هزاره یک ق‌م ـ ساسانی                  | شهرستان دامغان، بخش مرکزی، دهستان رودبار ۳ کیلومتری جنوب روستای کلاته                                                 | ۴۶۳۷      | ۱۳۸۰/۱۰/۱۱ |       |
| ۶۳   | تپه تو رودبار                       |       | هزاره یک ق‌م                           | شهرستان دامغان، بخش مرکزی، دهستان رودبا ر، روستای چهارده، داخل مزرعه تورودبا ر                                        | ۴۶۳۹      | ۱۳۸۰/۱۰/۱۱ |       |
| ۶۴   | قلعه تپه امیران دشت                 |       | تاریخی                                | شهرستان دامغان، بخش دامغان، بخش مرکزی، دهستان رودبار، ۳ کیلومتری شمال شرقی روستای چهادره                              | ۴۶۴۰      | ۱۳۸۰/۱۰/۱۱ |       |
| ۶۵   | قلعه چشمه علی                       |       | قاجاریه                               | ۴۰ کیلومتری شمال غرب شهرستان دامغان                                                                                   | ۵۶۵۱      | ۱۳۸۰/۱۲/۲۵ |       |
| ۶۶   | گنبد علی                            |       |                                       | شهرستان دامغان، روستای وامرزان                                                                                        | ۵۶۶۷      | ۱۳۸۰/۱۲/۲۵ |       |
| ۶۷   | گورشاه                              |       | ایلخانیان                             | ۷ کیلومتری شرق دامغان، روستای مایان                                                                                   | ۵۶۶۹      | ۱۳۸۰/۱۲/۲۵ |       |
| ۶۸   | امامزاده ابراهیم                    |       | اسلامی                                | شهرستان دامغان، بخش مرکزی، ۷۰۰ متری جنوب شرقی روستای وامرزان                                                          | ۵۶۹۵      | ۱۳۸۰/۱۲/۲۵ |       |
| ۶۹   | مسجد حاج شکرالله                    |       | ایلخانیان                             | استان سمنان، شهرستان دامغان، خیابان راه‌آهن، نرسیده به مسجد تا ریخانه                                                  | ۵۸۰۷      | ۱۳۸۱/۰۳/۲۵ |       |
| ۷۰   | سرای رضایی                          |       | پهلوی دوم                             | استان سمنان، شهرستان دامغان، شمال خیابان امام خمینی (ره)                                                              | ۵۹۳۵      | ۱۳۸۱/۰۳/۲۵ |       |
| ۷۱   | تپه تیل تغار                        |       | هزاره یک ق‌م تا اسلامی                 | شهرستان دامغان، ۲۰ کیلومتری غرب شهرستان دامغان، جنوب روستای اگره                                                      | ۶۴۶۴      | ۱۳۸۱/۰۷/۰۷ |       |
| ۷۲   | کاروان‌سرای چنگی                     |       | صفوی                                  | شهرستان دامغان، بخش مرکزی، دهستان رودبار، روستای نمکه                                                                 | ۶۹۴۹      | ۱۳۸۱/۱۰/۱۰ |       |
| ۷۳   | تپه زیر چکل قلعه چه                 |       | هزاره یک ق‌م                           | شهرستان دامغان، بخش مرکزی، دهستان رودبار، روستای قلعه چه                                                              | ۶۹۵۰      | ۱۳۸۱/۱۰/۱۰ |       |
| ۷۴   | تپه‌حصار تویه رودبار                 |       | پیش از تاریخ                          | شهرستان دامغان، بخش مرکزی، دهستان رودبار، روستای تویه                                                                 | ۶۹۵۱      | ۱۳۸۱/۱۰/۱۰ |       |
| ۷۵   | تپه شماره سه نریشم                  |       | تاریخی                                | شهرستان دامغان، بخش مرکزی، دهستان حومه، روستای نریشم                                                                  | ۶۹۵۲      | ۱۳۸۱/۱۰/۱۰ |       |
| ۷۶   | تپه نریشم ۵                         |       | تاریخی                                | شهرستان دامغان، بخش مرکزی، دهستان حومه روستای نریشم                                                                   | ۷۳۴۹      | ۱۳۸۱/۱۱/۱۲ |       |
| ۷۷   | تپه نریشم ۴                         |       | تاریخی                                | شهرستان دامغان، بخش مرکزی، دهستان حومه شمال شرقی روستای نریشم                                                         | ۷۳۵۰      | ۱۳۸۱/۱۱/۱۲ |       |
| ۷۸   | تپه‌حصار حاجی‌آباد رضوه               |       | تاریخی                                | شهرستان دامغان، بخش صید آباد، دهستان مهتاب صرصر شرق روستای رضوه                                                       | ۷۳۵۱      | ۱۳۸۱/۱۱/۱۲ |       |
| ۷۹   | تپه نریشم ۱                         |       | تاریخی                                | شهرستان دامغان، بخش مرکزی، دهستان حومه یک کیلومتری غرب روستای نریشم                                                   | ۷۳۵۲      | ۱۳۸۱/۱۱/۱۲ |       |
| ۸۰   | تپه مرطلا بالا                      |       | تاریخی ـ اسلامی                       | شهرستان دامغان، بخش صید آباد، دهستان تویه دروار غرب روستای دشتبو                                                      | ۷۳۵۳      | ۱۳۸۱/۱۱/۱۲ |       |
| ۸۱   | تپه کهنه قلعه دامغان                |       | تاریخی ـ اسلامی                       | ۳۱ کیلومتری دامغان، بخش صید آباد، دهستان رودبار، ۵۰۰ متری جنوبغربی روستای آستانه                                      | ۸۶۰۹      | ۱۳۸۲/۰۲/۰۹ |       |
| ۸۲   | محوطه باستانی دیزک                  |       | تاریخی                                | شهرستان دامغان، بخش مرکزی، دهستان رودبار، ۹ کیلومتری روستای سیاه پره                                                  | ۸۶۲۴      | ۱۳۸۲/۰۲/۰۹ |       |
| ۸۳   | عمارت ابراهیمی ۲                    |       | قاجاریه                               | شهر دامغان، خ محله امام سمت چپ، پلاک ۲                                                                                | ۱۷۵۸۲     | ۱۳۸۵/۱۲/۰۶ |       |
| ۸۵   | آرامگاه شاهرخ                       |       | تیموری                                | شهر دامغان، چهار راه چهار شیر، مجموعه امامزاده جعفر                                                                   | ۱۷۵۸۳     | ۱۳۸۵/۱۲/۰۶ |       |
| ۸۶   | مسجد جامع صیدآباد                   |       | اواخر ایلخانی ـ اوایل صفویه           | شهرستان دامغان، بخش امیرآباد، دهستان صرصر، روستای صید آباد، بعد از بوستان شقایق، انتهای کوچه، سمت چپ                  | ۱۷۵۸۴     | ۱۳۸۵/۱۲/۰۶ |       |
| ۸۷   | امامزاده صیدآباد                    |       | اواخر ایلخانی و اوایل صفوی            | شهرستان دامغان، بخش امیرآباد، دهستان صر صر، روستای صید آباد                                                           | ۱۷۵۸۵     | ۱۳۸۵/۱۲/۰۶ |       |
| ۸۸   | امامزاده محمد                       |       | تیموری                                | شهر دامغان، چهار اره چهار شیر، مجموعه امامزاده جعفر                                                                   | ۱۷۵۸۶     | ۱۳۸۵/۱۲/۰۶ |       |
| ۸۹   | عمارت میر رحیمی                     |       | قاجاریه                               | شهر دامغان، خ ۱۲ فروردین، سمت چپ، پلاک ۳۲                                                                             | ۱۷۵۸۷     | ۱۳۸۵/۱۲/۰۶ |       |
| ۹۰   | قلعه دولت‌آباد                       |       | اواخر صفویه ـ اوایل قاجاریه           | شهرستان دامغان، بخش امیریه، دهستان قهاب صرصر، روستای دولت‌آباد، کنار جاده تهران                                        | ۱۹۳۲۵     | ۱۳۸۶/۰۲/۱۵ |       |
| ۹۱   | عمارت لطفی                          |       | قاجاریه                               | شهر دامغان، میدان امام، کوچه مدرسه موسویه، سمت چپ                                                                     | ۲۰۲۴۰     | ۱۳۸۶/۰۸/۲۷ |       |
| ۹۲   | عمارت صدیق                          |       | قاجاریه                               | شهر دامغان، میدان امام، جنب عمارت لطفی                                                                                | ۲۲۷۵۳     | ۱۳۸۶/۱۲/۲۸ |       |
| ۹۳   | عمارت طاهری                         |       | قاجاریه                               | شهرستان دامغان، بخش امیرآباد، دهستان صرصر، روستای صیدآباد، بعد از بوستان شقایق، انتهای کوچه                           | ۲۲۷۵۴     | ۱۳۸۶/۱۲/۲۸ |       |
| ۹۴   | امامزاده میر مطهرین میر میکائیل     |       | قرون متاخر اسلامی ـ صفویه             | شهرستان دامغان، بخش امیرآباد، دهستان تویه دروار، روستای دشت بو، جاده اصلی، جنب مخابرات دشت بو، واقع در گورستان دشت بو | ۲۵۰۹۵     | ۱۳۸۷/۱۲/۱۸ |       |
| ۹۵   | آرامگاه امامزاده شمس الدین          |       | قرون متاخر اسلامی ـ صفویه             | شهرستان دامغان، بخش امیرآباد، دهستان تویه دروار، روستای دروار، روبروی پاسگاه در سمت جنوب، جنب گورستان                 | ۲۵۰۹۶     | ۱۳۸۷/۱۲/۱۸ |       |
| ۹۶   | آتشکده دروار                        |       | قرون میانه اسلامی                     | شهرستان دامغان، بخش امیرآباد، دهستان تویه دروار، روستای دروار، جنب پاسگاه دروار                                       | ۲۵۱۰۴     | ۱۳۸۷/۱۲/۱۸ |       |
| ۹۷   | تپه چاله سر                         |       | تاریخی ـ اسلامی                       | شهرستان دامغان، بخش مرکزی، دهستان حومه، روستای برم                                                                    | ۲۶۰۳۵     | ۱۳۸۷/۱۲/۲۶ |       |
| ۹۸   | تپه آقابابا                         |       | تاریخی ـ اسلامی                       | شهرستان دامغان، بخش مرکزی، دهستان حومه، روستای حومه، محله آقا بابا                                                    | ۲۶۰۳۷     | ۱۳۸۷/۱۲/۲۶ |       |
| ۹۹   | محوطه شهرک قدیم مهماندوست           |       | قرون اولیه اسلامی                     | شهرستان دامغان، بخش مرکزی، دهستان دامنکوه، روستای مهماندوست                                                           | ۲۶۰۳۸     | ۱۳۸۷/۱۲/۲۶ |       |
| ۱۰۰  | تپه شیر                             |       | تاریخی                                | شهرستان دامغان، بخش مرکزی، دهستان دامنکوه، روستای مؤمن آباد                                                           | ۲۶۰۴۰     | ۱۳۸۷/۱۲/۲۶ |       |
| ۱۰۱  | تپه ریگی                            |       | قرون اولیه اسلامی                     | شهرستان دامغان، بخش مرکزی، دهستان حومه، روستای شمس‌آباد                                                                | ۲۶۳۵۲     | ۱۳۸۷/۱۲/۲۷ |       |
| ۱۰۲  | قلعه زرد شمس‌آباد                    |       | میانه اسلامی                          | شهرستان دامغان، بخش مرکزی، دهستان حومه، روستای شمس‌آباد                                                                | ۲۶۳۵۴     | ۱۳۸۷/۱۲/۲۷ |       |
| ۱۰۳  | تپه سفید شمس‌آباد                    |       | دوران پیش از تاریخ و دوران تاریخی     | شهرستان دامغان، بخش مرکزی، دهستان حومه، روستای شمس‌آباد                                                                | ۲۶۳۵۵     | ۱۳۸۷/۱۲/۲۷ |       |
| ۱۰۴  | تپه جزن                             |       | تاریخی ـ اسلامی                       | شهرستان دامغان، بخش مرکزی، دهستان حومه، داخل روستای جزن                                                               | ۴۶۳۸      | ۱۳۸۰/۱۰/۱۱ |       |
| ۱۰۵  | حمام رضی‌آباد                        |       | قاجاریه                               | ۱۲ ک غرب دامغان، روستای حاجی‌آباد رضوه                                                                                 | ۲۷۵۰      | ۱۳۷۹/۰۴/۲۲ |       |

### شهرستان سمنان
| ردیف | نام اثر                          | نگاره | دیرینگی                                                    | موقعیت | شمارهٔ ثبت | تاریخ ثبت  | منبع  |
| ---- | -------------------------------- | ----- | ---------------------------------------------------------- | --- | --------- | ---------- | ----- |
| ۱    | مناره مسجد جامع سمنان            |       | سلجوقیان ـ قرن ۵ ق                                         | سمنان، مرکز شهر ۳۵°۳۳′۵۹٫۷″ شمالی ۵۳°۲۳′۵۸٫۲″ شرقی / ۳۵٫۵۶۶۵۸۳°شمالی ۵۳٫۳۹۹۵۰۰°شرقی                               | ۱۶۲       | ۱۳۱۰/۱۰/۱۵ | [ ۵ ] |
| ۲    | مسجد جامع سمنان                  |       | سلجوقیان                                                   | محله بازار | ۱۶۳       | ۱۳۱۰/۱۰/۱۵ |       |
| ۳    | مسجد امام                        |       | قاجاریه                                                    | مرکز شهر | ۳۹۳       | ۱۳۵۸/۰۳/۳۰ |       |
| ۴    | دروازه ارگ                       |       | قاجاریه                                                    | مرکز شهر | ۳۹۵       | ۱۳۵۸/۰۳/۳۰ |       |
| ۵    | کاروانسرای شاه عباسی             |       | صفویه                                                      | سمنان، میدان مطهری                                                                                                | ۹۶۷       | ۱۳۵۲/۱۱/۱۵ |       |
| ۶    | گرمابه پهنه                      |       | صفویه ـ قاجاریه                                            | مجاور مسجد جامع سمنان                                                                                             | ۱۰۲۲      | ۱۳۵۳/۱۰/۳۰ |       |
| ۷    | خانقاه شیخ محمود                 |       | ایلخانیان                                                  | غرب سمنان در راه اصلی تهران-سمنان                                                                                 | ۱۳۱۸      | ۱۳۵۵/۱۰/۰۶ |       |
| ۸    | کاروانسرای شاه عباسی آهوان       |       | صفویه                                                      | ۳۶ کیلومتری سمنان در مسیر جاده سمنان                                                                              | ۱۳۷۳      | ۱۳۵۶/۰۲/۰۵ |       |
| ۹    | مجموعه تپه‌های دلازیان (چشمه شیخ) |       | پیش از تاریخ                                               | ۸ کیلومتری جنوب شهر سمنان، جنب روستای دلازیان                                                                     | ۱۷۰۲      | ۱۳۶۴/۱۲/۱۸ |       |
| ۱۰   | کاروان‌سرای سنگی آهوان            |       | قرن ۵ ق                                                    | ۳۶ کیلومتری شرق سمنان                                                                                             | ۱۷۲۷      | ۱۳۶۶/۰۴/۱۴ |       |
| ۱۱   | بازار سمنان                      |       | قاجاریه                                                    | خ امام و خ شهدا                                                                                                   | ۱۷۴۰      | ۱۳۷۵/۰۴/۱۱ |       |
| ۱۲   | خانه محمدیه                      |       | اواخر قاجار                                                | خ طالقانی | ۱۷۸۶      | ۱۳۷۵/۰۹/۱۲ |       |
| ۱۳   | بادگیر خانه رجبی                 |       | قاجاریه                                                    | میدان ابوذر غفاری، خ ابوذر غفاری                                                                                  | ۱۷۸۷      | ۱۳۷۵/۰۹/۱۲ |       |
| ۱۴   | امامزاده علمدار (سمنان)          |       | قاجاریه                                                    | خ حکیم الهی | ۱۹۴۱      | ۱۳۷۶/۱۰/۰۱ |       |
| ۱۵   | خانه داوری و قلعه‌های مجاور آن    |       | قاجاریه                                                    | واقع در محله پاچنار                                                                                               | ۱۹۴۵      | ۱۳۷۶/۰۹/۱۶ |       |
| ۱۶   | عمارت و باغ امیر سمنان           |       | قاجاریه                                                    | مرکز شهر، خیابان باغ فردوس                                                                                        | ۲۱۴۳      | ۱۳۷۷/۰۸/۰۹ |       |
| ۱۷   | آرامگاه پیر نجم الدین            |       | سلجوقیان ـ ایلخانیان                                       | مجاور دروازه قدیم خراسان در وسط میدان                                                                             | ۲۲۱۸      | ۱۳۷۷/۱۲/۰۸ |       |
| ۱۸   | امامزاده علی بن جعفر (سمنان)     |       | صفویه ـ قاجاریه                                            | باغ فیض | ۲۳۳۹      | ۱۳۷۸/۰۳/۰۸ |       |
| ۱۹   | امامزاده اشرف (سمنان)            |       | صفویه                                                      | سمنان، محلات ثلاث انتهای محله زاوقان                                                                              | ۲۴۲۰      | ۱۳۷۸/۰۶/۳۰ |       |
| ۲۰   | امامزاده علویان                  |       | صفویه                                                      | سمنان، محلات ثلاث غرب شهر                                                                                         | ۲۴۲۲      | ۱۳۷۸/۰۶/۳۰ |       |
| ۲۱   | آسیاب تاریخی طاووس               |       | قاجاریه                                                    | سمنان، بلوار قائم                                                                                                 | ۲۵۶۶      | ۱۳۷۸/۱۱/۰۵ |       |
| ۲۲   | خانه ناظمیان                     |       | قاجاریه                                                    | مرکز شهر، نزدیک مساجد امام و جامع و جنب بازار                                                                     | ۲۷۶۶      | ۱۳۷۹/۰۵/۱۹ |       |
| ۲۳   | قلعه ابرود                       |       | اسماعیلیان                                                 | ۱۷ک شمال غرب دامغان ۵ک شرق روستای آهوان                                                                           | ۲۸۱۴      | ۱۳۷۹/۰۷/۱۶ |       |
| ۲۴   | کارخانه ریسمان ریسی نساجی پارس   |       | اوایل پهلوی                                                | تقاطع خیابان‌های فردوسی و قدس                                                                                      | ۲۹۷۷      | ۱۳۷۹/۰۸/۰۳ |       |
| ۲۵   | برج چهل دختران                   |       | سلجوقیان                                                   | محله قدیمی کوشمغان، جنب خیابان حکیم الهی                                                                          | ۳۰۳۵      | ۱۳۷۹/۱۱/۰۳ |       |
| ۲۶   | تپه خوریان ۲                     |       |                                                            | | ۳۰۴۵      | ۱۳۷۹/۱۲/۲۵ |       |
| ۲۷   | خانه طاهریان                     |       |                                                            | مرکز شهر سمنان، محله اسفنجان، ک همت‌آباد، نزدیک خ ابوذر                                                            | ۳۱۰۹      | ۱۳۷۹/۱۲/۲۵ |       |
| ۲۸   | ارگ علاء                         |       | قاجاریه                                                    | جنوب شهرستان سمنان، مجاور روستای علاء                                                                             | ۳۹۴۹      | ۱۳۸۰/۰۷/۱۰ |       |
| ۲۹   | گذر کهنه دژ                      |       | اسلامی                                                     | شهرستان سمنان، مرکز بافت غربی محله ناسار متصل به بازار سمنان و بازار شیخ علا الدوله                               | ۴۰۲۲      | ۱۳۸۰/۰۷/۱۰ |       |
| ۳۰   | امامزاده سید المرسلین            |       | قاجاریه                                                    | شهرستان سمنان، محله قدیمی کوشمغان، خ حکیم الهی                                                                    | ۴۱۴۲      | ۱۳۸۰/۰۷/۱۰ |       |
| ۳۱   | مجموعه تپه‌های میرک               |       | پارینه سنگی میانی (موسترین) ـ پارینه سنگی جدید (برادوستین) | ۱۰ کیلومتری جنوب شرق سمنان                                                                                        | ۴۱۴۸      | ۱۳۸۰/۰۷/۱۰ |       |
| ۳۲   | امامزاده شیخین                   |       | قاجاریه                                                    | شهرستان سمنان، بخش مرکزی                                                                                          | ۴۴۲۴      | ۱۳۸۰/۰۹/۰۵ |       |
| ۳۳   | آرامگاه پیغمبران                 |       | قاجاریه                                                    | ۲۰ کیلومتری شرق سمنان                                                                                             | ۴۴۲۶      | ۱۳۸۰/۰۹/۰۵ |       |
| ۳۴   | قلعه سارو (جنوبی)                |       | پیش از اسلام ـ اسلامی                                      | شهرستان سمنان، ۳۰ کیلومتری شمال سمنان                                                                             | ۴۴۲۸      | ۱۳۸۰/۰۹/۰۵ |       |
| ۳۵   | گرمابه ناسار                     |       | قاجاریه                                                    | شهرستان سمنان، راسته بازار بزرگ در مجاورت تکیه ناسار                                                              | ۴۴۳۴      | ۱۳۸۰/۰۹/۰۵ |       |
| ۳۶   | آب‌انبار فامیلی                   |       | قاجاریه                                                    | شهرستان سمنان، محله زاوقان محلات، چهل دستگاه                                                                      | ۵۶۲۹      | ۱۳۸۰/۱۲/۲۵ |       |
| ۳۷   | حمام قلی                         |       | صفویه                                                      | استان سمنان، شهرستان سمنان، داخل بافت قدیم، محور کهن دژ                                                           | ۵۶۳۳      | ۱۳۸۰/۱۲/۲۵ |       |
| ۳۸   | کاروانسرای ابریشم گران           |       | زندیه                                                      | استان سمنان، شهرستان سمنان، منشعب از معبر کهن دژ و بازار شیخ علاءالدوله                                           | ۵۶۳۴      | ۱۳۸۰/۱۲/۲۵ |       |
| ۳۹   | کاروانسرای جهانبانی              |       | قاجاریه                                                    | استان سمنان، شهرستان سمنان، بافت قدیم، راسته بازار                                                                | ۵۶۳۵      | ۱۳۸۰/۱۲/۲۵ |       |
| ۴۰   | تکیه نجفی                        |       | قاجاریه                                                    | استان سمنان، شهرستان سمنان، بافت قدیم، شمال راسته بازار                                                           | ۵۶۳۶      | ۱۳۸۰/۱۲/۲۵ |       |
| ۴۱   | بازار شیخ علاءالدوله             |       | زندیه (قبل از آن)                                          | استان سمنان، شهرستان سمنان، خیابان امام (قسمت شمالی و جنوبی آن)                                                   | ۵۶۳۷      | ۱۳۸۰/۱۲/۲۵ |       |
| ۴۲   | آب‌انبار توکلی                    |       | پهلوی                                                      | استان سمنان، شهرستان سمنان، خیابان باهنر                                                                          | ۵۶۳۸      | ۱۳۸۰/۱۲/۲۵ |       |
| ۴۳   | مسجد ناسار                       |       | قاجاریه                                                    | شهرستان سمنان، بافت قدیم ضلع شرقی تکیه ناسار                                                                      | ۵۶۴۲      | ۱۳۸۰/۱۲/۲۵ |       |
| ۴۴   | ساباط شاهجوی                     |       | قاجاریه                                                    | شهرستان سمنان، محله قدیم شاهجوی، جنب تکیه شاهجوی، ابتدای گذرملاکاظمی                                              | ۵۶۴۳      | ۱۳۸۰/۱۲/۲۵ |       |
| ۴۵   | آب‌انبار تدین                     |       | قاجاریه                                                    | شهرستان سمنان، داخل بافت شهری، جنب کارخانه ریسمان ریسی                                                            | ۵۶۴۶      | ۱۳۸۰/۱۲/۲۵ |       |
| ۴۶   | امامزاده سید اسد                 |       | قاجاریه                                                    | شهرستان سمنان، محله کوشمغان، از محلات ثلاث سمنان                                                                  | ۵۶۴۹      | ۱۳۸۰/۱۲/۲۵ |       |
| ۴۷   | آسیاب اول زاوقان                 |       | قاجاریه                                                    | شمال غرب شهرستان سمنان، محله زاوقان، مجاور میدان امام حسین                                                        | ۵۶۵۴      | ۱۳۸۰/۱۲/۲۵ |       |
| ۴۸   | بقعه امامزاده سید زین‌الدین       |       | قاجاریه                                                    | شمال غرب شهرستان سمنان، محله زاوقان                                                                               | ۵۶۵۵      | ۱۳۸۰/۱۲/۲۵ |       |
| ۴۹   | تیمچه ناسار                      |       | قاجاریه                                                    | بافت قدیمی شهرستان سمنان، راسته بازار اصلی و قدیمی در جنوب شرقی تکیه ناسار                                        | ۵۶۵۶      | ۱۳۸۰/۱۲/۲۵ |       |
| ۵۰   | پایاب آقا فتح‌الله                |       | قاجاریه                                                    | شهرستان سمنان، حدود کیلومتر ۵ جاده سمنان-دامغان                                                                   | ۵۶۵۸      | ۱۳۸۰/۱۲/۲۵ |       |
| ۵۱   | آب‌انبار ناسار                    |       | قاجاریه                                                    | شهرستان سمنان، ضلع شرقی تکیه ناسار درون بافت قدیم از راسته بازار سمنان                                            | ۵۶۶۱      | ۱۳۸۰/۱۲/۲۵ |       |
| ۵۲   | خانه رنجبران                     |       | قاجاریه                                                    | بافت قدیم شهرستان سمنان معبر کهن دژ                                                                               | ۵۶۶۳      | ۱۳۸۰/۱۲/۲۵ |       |
| ۵۳   | حمام نجفی                        |       | قاجار                                                      | مرکز شهرستان سمنان، بافت قدیم، شمال راسته بازار                                                                   | ۵۶۶۴      | ۱۳۸۰/۱۲/۲۵ |       |
| ۵۴   | آرامگاه امامزاده سید جلال        |       | قاجاریه                                                    | غرب شهرستان سمنان، محله زاوقان از محلات ثلاث سمنان                                                                | ۵۶۶۸      | ۱۳۸۰/۱۲/۲۵ |       |
| ۵۵   | تکیه کهن دژ پایین                |       | قاجاریه                                                    | بافت قدیم شهرستان سمنان، معبر کهن دژ، محله کهن دژ پایین                                                           | ۵۶۷۰      | ۱۳۸۰/۱۲/۲۵ |       |
| ۵۶   | قلعه سارو (کوچک)                 |       | تاریخی ـ اسلامی                                            | ۱۵ کیلومتری شمال شرق سمنان به دامغان                                                                              | ۵۶۷۲      | ۱۳۸۰/۱۲/۲۵ |       |
| ۵۷   | امامزاده یحیی بن موسی کاظم       |       | صفویه                                                      | شهرستان سمنان، بخش مرکزی، منتهی الیه جنوبی بازار سمنان (مجاور تکیه و حمام (موزه) پهنه)                            | ۵۶۸۰      | ۱۳۸۰/۱۲/۲۵ |       |
| ۵۸   | آب‌انبار کوشمغان                  |       | قاجاریه                                                    | محدوده غرب شهرستان سمنان، جنوب محله کوشمغان                                                                       | ۵۸۲۲      | ۱۳۸۱/۰۳/۲۵ |       |
| ۵۹   | تکیه پهنه                        |       | قاجاریه                                                    | سمنان، انتهای راسته بازار جنوبی، مجاور امامزاده یحیی بن موسی کاظم                                                 | ۵۸۲۳      | ۱۳۸۱/۰۳/۲۵ |       |
| ۶۰   | یخچال زاوقان                     |       | قاجاریه                                                    | محدوده غربی، شهرستان سمنان، محله زاوقان                                                                           | ۵۸۲۴      | ۱۳۸۱/۰۳/۲۵ |       |
| ۶۱   | آسیاب دوم کدوور/ کد یور          |       | قاجاریه                                                    | شهرستان سمنان، حاشیه جنوبی میدان مادر (فازیک)                                                                     | ۵۸۲۵      | ۱۳۸۱/۰۳/۲۵ |       |
| ۶۲   | مسجد جامع زاوقان                 |       | ایلخانیان                                                  | شهرستان سمنان، حاشیه غربی شهر شمال محله زاوقان، مابین مزارع و باغات                                               | ۵۸۲۶      | ۱۳۸۱/۰۳/۲۵ |       |
| ۶۳   | یخچال شرقی شاهجوق                |       | قاجاریه                                                    | شهرستان سمنان، شرق محله شاهجوق (شاهجوی)، مجاور راه‌آهن                                                             | ۵۸۲۷      | ۱۳۸۱/۰۳/۲۵ |       |
| ۶۴   | آب‌انبار سنادره                   |       | اوایل پهلوی                                                | شهرستان سمنان، ابتدای بلوار حکیم الهی، محله سنادره                                                                | ۵۸۲۸      | ۱۳۸۱/۰۳/۲۵ |       |
| ۶۵   | یخچال آتشگاه                     |       | قاجاریه (قیل از آن)                                        | شهرستان سمنان، خیابان راه‌آهن                                                                                      | ۵۸۳۰      | ۱۳۸۱/۰۳/۲۵ |       |
| ۶۶   | آب‌انبار بالا زاوقان              |       | صفویه                                                      | شهرستان سمنان، محله زاوقان، پایین‌تر از مسجد جامع زاوقان                                                           | ۵۸۳۱      | ۱۳۸۱/۰۳/۲۵ |       |
| ۶۷   | آب‌انبار کاشفی                    |       | پهلوی                                                      | شهرستان سمنان، خیابان مطهری، چهارراه صاحب‌الامر، جنب شهرداری                                                       | ۵۸۳۳      | ۱۳۸۱/۰۳/۲۵ |       |
| ۶۸   | تکیه ناسار                       |       | قاجاریه                                                    | شهرستان سمنان، شمال خیابان امام، جنوب راسته بازار                                                                 | ۵۸۳۴      | ۱۳۸۱/۰۳/۲۵ |       |
| ۶۹   | کارخانه پنبه سمنان               |       | اوایل پهلوی                                                | شهرستان سمنان، حد فاصل میدان مطهری و میدان مشاهیر                                                                 | ۵۸۳۵      | ۱۳۸۱/۰۳/۲۵ |       |
| ۷۰   | یخچال محله چوب مسجد              |       | قاجاریه                                                    | شهرستان سمنان، خیابان حافظ جنوبی، شرق محله چوب مسجد                                                               | ۵۸۳۶      | ۱۳۸۱/۰۳/۲۵ |       |
| ۷۱   | یخچال غربی (بزرگ) شاهجوق         |       | قاجاریه                                                    | شهرستان سمنان، خیابان شیخ علاء الدوله، غرب محله شاهجوق                                                            | ۵۸۳۷      | ۱۳۸۱/۰۳/۲۵ |       |
| ۷۲   | امامزاده ابراهیم و اسماعیل       |       | قاجاریه                                                    | شهرستان سمنان، بخش مرکزی، ضلع شمالی خیابان امام                                                                   | ۵۸۳۸      | ۱۳۸۱/۰۳/۲۵ |       |
| ۷۳   | آب‌انبار قاضی                     |       | قاجاریه                                                    | غرب شهرستان سمنان، ابتدای محله کدیور                                                                              | ۵۸۳۹      | ۱۳۸۱/۰۳/۲۵ |       |
| ۷۴   | حمام نخست                        |       | اواخر قاجار                                                | شهرستان سمنان، خیابان شهدا، ابتدای بازار                                                                          | ۶۵۹۶      | ۱۳۸۱/۱۰/۱۰ |       |
| ۷۵   | مسجد بنی اسدی                    |       | اواخر قاجار                                                | شهرستان سمنان، خیابان ابوذر، محله آتشگاه، کوچه ابوذر غفاری ۱۹ فرعی شهید اعرابیان                                  | ۷۳۴۶      | ۱۳۸۱/۱۱/۱۲ |       |
| ۷۶   | امامزاده زکریا                   |       | قاجاریه                                                    | شهرستان سمنان، غرب شهر سمنان، محله کدیور از محلات ثلاث سمنان                                                      | ۷۶۲۹      | ۱۳۸۱/۱۲/۱۷ |       |
| ۷۷   | استاله (استخر) کدیور             |       | اسلامی                                                     | شهر سمنان، تقاطع بلوار ۱۷ شهریور و بلوار معلم                                                                     | ۸۶۱۳      | ۱۳۸۲/۰۲/۰۹ |       |
| ۷۸   | استاله (استخر) لتیبار            |       | اسلامی                                                     | شهر سمنان، خیابان فردوسی، میدان ۷ تیر                                                                             | ۸۶۱۴      | ۱۳۸۲/۰۲/۰۹ |       |
| ۷۹   | استاله (استخر) کوشمغان           |       | اسلامی                                                     | شهر سمنان، بلوار ۱۷ شهریور، جنوب سازمان فنی و حرفه‌ای، بین استخر کدیور و زاوقان                                    | ۸۶۱۵      | ۱۳۸۲/۰۲/۰۹ |       |
| ۸۰   | پارا (آب پخش کن)                 |       | اسلامی                                                     | محدوده شهر سمنان، شهرک گلستان                                                                                     | ۸۶۱۶      | ۱۳۸۲/۰۲/۰۹ |       |
| ۸۱   | آب‌انبار حاج ملاعلی حکیم الهی     |       | قاجاریه                                                    | شهر سمنان، ضلع جنوبی مسجد امام (سلطانی)، کوچه کربلائی‌ها، جنب مجتمع یاس                                            | ۸۶۱۷      | ۱۳۸۲/۰۲/۰۹ |       |
| ۸۲   | استخر شاهجوق                     |       | اسلامی                                                     | شهر سمنان، خیابان قدس، جنب میدان امام رضا                                                                         | ۸۶۲۰      | ۱۳۸۲/۰۲/۰۹ |       |
| ۸۳   | تپه چاله خندق شاهجوق             |       | پیش از تاریخ                                               | شهر سمنان، بخش مرکزی، شاهجوق، جنب زمین‌های چهارشنبه                                                                | ۸۶۲۱      | ۱۳۸۲/۰۲/۰۹ |       |
| ۸۴   | استاله (استخر) ناسار و اسفنجان   |       | اسلامی                                                     | شهر سمنان، خیابان باغ فیض                                                                                         | ۸۶۲۲      | ۱۳۸۲/۰۲/۰۹ |       |
| ۸۵   | تپه قلعه خندق کدیور              |       | اسلامی                                                     | شهر سمنان، بخش مرکزی، محله کدیور، در مجاورت خیابان حکیم الهی                                                      | ۸۶۲۳      | ۱۳۸۲/۰۲/۰۹ |       |
| ۸۶   | استاله (استخر) زاوقان            |       | اسلامی                                                     | شهر سمنان، میدان امام، جنب پایانه مسافربری سمنان                                                                  | ۸۶۳۹      | ۱۳۸۲/۰۲/۰۹ |       |
| ۸۷   | ژاندارمری سابق شهر سمنان         |       | اواخر پهلوی اول                                            | شهر سمنان، خ قدس، ساختمان هنگ ژاندارمری                                                                           | ۱۵۴۷۱     | ۱۳۸۵/۰۳/۱۷ |       |
| ۸۸   | حوزه علمیه صادقیه سمنان          |       | پهلوی                                                      | سمنان، خیابان ابوذر غفاری                                                                                         | ۲۲۹۳۹     | ۱۳۸۷/۰۳/۰۷ |       |
| ۸۹   | خانه جعفری                       |       | پهلوی دوم                                                  | شهر سمنان، خیابان باهنر، نبش خیابان ابوذر                                                                         | ۲۲۹۴۰     | ۱۳۸۷/۰۳/۰۷ |       |
| ۹۰   | مدرسه مهران                      |       | معاصر ـ پهلوی اول                                          | شهرستان سمنان، خیابان طالقانی، نبش چهارراه شهربانی                                                                | ۲۵۰۹۱     | ۱۳۸۷/۱۲/۱۸ |       |
| ۹۱   | منار علاء                        |       | قرون اولیه اسلامی ـ قرن ۵ ه‍.ق                               | شهرستان سمنان، بخش مرکزی، دهستان حومه، روستای علاء، واقع در مسجد جامع روستای علاء                                 | ۲۵۰۹۲     | ۱۳۸۷/۱۲/۱۸ |       |
| ۹۲   | امامزاده عبدالله                 |       | قرون متاخر اسلامی ـ صفویه                                  | شهرستان سمنان، بخش مرکزی، دهستان حومه، روستای خیرآباد، میدان شهدا، خیابان ارشاد، کوچه لادن                        | ۲۵۱۰۰     | ۱۳۸۷/۱۲/۱۸ |       |
| ۹۳   | امامزاده مدرک                    |       | قرون متاخر اسلامی ـ قاجاریه                                | شهرستان سمنان، بخش مرکزی، دهستان حومه، روستای دلازیان، واقع در غرب روستا، فاصله دو کیلومتری از جاده اصلی          | ۲۵۱۰۱     | ۱۳۸۷/۱۲/۱۸ |       |
| ۹۴   | امامزاده خواجه خضر               |       | قرون متاخر اسلامی ـ قاجاریه                                | شهرستان سمنان، بخش مرکزی، دهستان حومه، روستای نوکلاته، واقع در جنوب غربی روستای خیرآباد، دو کیلومتری از جاده اصلی | ۲۵۱۰۷     | ۱۳۸۷/۱۲/۱۸ |       |

### شهرستان مهدیشهر
| ردیف | نام اثر                        | نگاره | دیرینگی                        | موقعیت                                                                                          | شمارهٔ ثبت | تاریخ ثبت  | منبع |
| ---- | ------------------------------ | ----- | ------------------------------ | ----------------------------------------------------------------------------------------------- | --------- | ---------- | ---- |
| ۱    | خانه ابراهیم خان               |       | قرن ۱۳ (۱۲۸۷ ق)                | شهرستان مهدیشهر، ۷۰ کیلومتری شمال سمنان                                                         | ۱۶۴۶      | ۱۳۶۲/۰۸/۲۲ |      |
| ۲    | حمام ملاده                     |       | قرون متاخر اسلامی ـ قاجاریه    | شهرستان مهدیشهر، دهستان پشت کوه، روستای ملاده، خیابان شهید محمودیان، جنب شرکت تعاونی ملاده      | ۲۵۱۰۸     | ۱۳۸۷/۱۲/۱۸ |      |
| ۳    | تپه وائو سر                    |       | تاریخی                         | شهرستان مهدیشهر، دهستان پشتکوه، روستای فولاد محله                                               | ۲۶۰۳۶     | ۱۳۸۷/۱۲/۲۶ |      |
| ۴    | تپه دازگاره ۱                  |       | تاریخی                         | شهرستان مهدیشهر، دهستان پشتکوه، روستای دازگاره                                                  | ۲۶۰۳۹     | ۱۳۸۷/۱۲/۲۶ |      |
| ۵    | تپه گندل تپه                   |       | تارخی                          | شهرستان مهدیشهر، دهستان پشتکوه، روستای فولاد محله                                               | ۲۶۰۴۱     | ۱۳۸۷/۱۲/۲۶ |      |
| ۶    | دازگاره تخته                   |       | هزاره یک ق‌م                    | شهرستان مهدیشهر، دهستان پشتکوه، روستای دازگاره                                                  | ۲۶۰۴۲     | ۱۳۸۷/۱۲/۲۶ |      |
| ۷    | تپه میرآب                      |       | هزاره یک ق‌م                    | شهرستان مهدیشهر، دهستان پشتکوه، روستای فولاد محله                                               | ۲۶۰۴۳     | ۱۳۸۷/۱۲/۲۶ |      |
| ۸    | برج چاشم                       |       | قرون میانه اسلامی              | شهرستان مهدیشهر، دهستان چاشم، روستای چاشم، خ اصلی، محله امیراحمدی محله                          | ۲۵۱۰۶     | ۱۳۸۷/۱۲/۱۸ |      |
| ۹    | امامزاده بی‌بی شهبانو           |       | قرون متاخر اسلامی ـ صفویه      | شهرستان مهدیشهر، دهستان پشت کوه، روستای ملاده، ابتدای جاده اصلی شهید محمودیان، نزدیک پل         | ۲۵۱۰۳     | ۱۳۸۷/۱۲/۱۸ |      |
| ۱۰   | سقاخانه رودبار                 |       | قرون متاخر اسلامی ـ قاجاریه    | شهرستان مهدیشهر، دهستان چاشم، روستای رودبار، واقع در حیاط حسینیه رودبار، واقع شده در غرب روستا  | ۲۵۰۹۳     | ۱۳۸۷/۱۲/۱۸ |      |
| ۱۱   | امامزاده حمزه                  |       | قرون متاخر اسلامی ـ قاجاریه    | شهرستان مهدیشهر، دهستان چاشم، روستای رودبار، خیابان اصلی، واقع در گورستان رودبار                | ۲۵۰۹۴     | ۱۳۸۷/۱۲/۱۸ |      |
| ۱۲   | سقاخانه کمرود                  |       | قرون متاخر اسلامی ـ قاجاریه    | شهرستان مهدیشهر، دهستان چاشم، روستای کمرود، واقع در حیاط حسینیه کمرود                           | ۲۵۰۹۷     | ۱۳۸۷/۱۲/۱۸ |      |
| ۱۳   | آرامگاه سید زین‌العابدین        |       | قرون متاخر اسلامی ـ قاجاریه    | شهرستان مهدیشهر، دهستان چاشم، روستای چاشم، انتهای خ اصلی، واقع در گورستان امیر احمدی            | ۲۵۰۹۸     | ۱۳۸۷/۱۲/۱۸ |      |
| ۱۴   | حمام رودبار                    |       | قرون متاخر اسلامی ـ صفویه      | شهرستان مهدیشهر، دهستان چاشم، روستای رودبار، خیابان اصلی، جنب گورستان رودبار، واقع در غرب روستا | ۲۵۰۹۹     | ۱۳۸۷/۱۲/۱۸ |      |
| ۱۵   | تپه گال‌دره                     |       | آهن                            | شهرستان مهدیشهر، دهستان پشتکوه، شرق روستای کولیم                                                | ۲۳۰۸۳     | ۱۳۸۷/۰۵/۰۲ |      |
| ۱۶   | تپه قلعه گاره                  |       | تاریخی                         | شهرستان مهدیشهر، دهستان پشتکوه، ۵ کیلومتری غرب روستای کولیم، منطقه سیاه رودبار                  | ۲۳۰۸۴     | ۱۳۸۷/۰۵/۰۲ |      |
| ۱۷   | تپه سیاه‌تول                    |       | آهن                            | شهرستان مهدیشهر، دهستان پشتکوه، شرق روستای پرور                                                 | ۲۳۰۸۵     | ۱۳۸۷/۰۵/۰۲ |      |
| ۱۸   | تپه قلعه کپز                   |       | آهن                            | شهرستان مهدیشهر، دهستان پشتکوه، روستای پرور، نرسیده به ییلاق کپز                                | ۲۳۰۸۶     | ۱۳۸۷/۰۵/۰۲ |      |
| ۱۹   | قلعه گردن مرکک                 |       | تاریخی                         | شهرستان مهدیشهر، دهستان پشتکوه، روستای پرور، غرب ییلاق مرکک                                     | ۲۳۰۸۷     | ۱۳۸۷/۰۵/۰۲ |      |
| ۲۰   | تپه آرنگ رده                   |       | آهن                            | شهرستان مهدیشهر، دهستان پشتکوه، ۵۰۰ م شمال روستای پرور                                          | ۲۳۰۸۸     | ۱۳۸۷/۰۵/۰۲ |      |
| ۲۱   | خانه کیپور                     |       | قاجاریه                        | شهر مهدیشهر، خیابان صاحب الزمان، خیابان ملت، کوچه رشیدی، پلاک ۲                                 | ۲۳۹۱۰     | ۱۳۸۷/۰۹/۱۸ |      |
| ۲۲   | گورستان خرند                   |       | هزاره اول ق م                  | شهرستان مهدیشهر، دهستان پشتکوه، شمال روستای خرند                                                | ۱۳۵۸۵     | ۱۳۸۴/۰۷/۲۳ |      |
| ۲۳   | اتوماسیون خانگی                |       | قاجاریه                        | شهرستان مهدیشهر، شهر شهمیزاد، خ منتظری، محل محرم دشت                                            | ۱۵۴۷۰     | ۱۳۸۵/۰۳/۱۷ |      |
| ۲۴   | برج دیوخانه رودبارک            |       | اسلامی                         | شمالشهر مهدیشهر، دهستان پشتکوه، یک کیلومری شرق رودبارک                                          | ۸۶۱۸      | ۱۳۸۲/۰۲/۰۹ |      |
| ۲۵   | محوطه تاریخی گند آب خرند       |       | هزاره یک ق‌م                    | شهرستان مهدیشهر، ۲۵ کیلومتری شهمیرزاد، ۳ کیلومتری جاده دره خرند                                 | ۸۶۱۹      | ۱۳۸۲/۰۲/۰۹ |      |
| ۲۶   | محوطه شهزوار                   |       | هزاره یک ق‌م                    | شهرستان مهدیشهر، دهستان چاشم، روستای لرد                                                        | ۷۳۴۸      | ۱۳۸۱/۱۱/۱۲ |      |
| ۲۷   | تپه اسپی دارابن ۱              |       | هزاره یک ق‌م                    | شهرستان مهدیشهر، دهستان پشتکوه، ۴ کیلومتری غرب روستای فولاد محله                                | ۶۵۹۴      | ۱۳۸۱/۱۰/۱۰ |      |
| ۲۸   | تپه اسپی دارابن ۲              |       | هزاره یک ق‌م                    | شهرستان مهدیشهر، دهستان پشتکوه، روستای فولاد محله                                               | ۶۵۹۵      | ۱۳۸۱/۱۰/۱۰ |      |
| ۲۹   | تپه اسبی داربن ۲               |       | تاریخی                         | شهرستان مهدیشهر، دهستان پشتکوه، ۷ کیلومتری شمال روستای فولاد محله                               | ۶۹۵۳      | ۱۳۸۱/۱۰/۱۰ |      |
| ۳۰   | تپه گورستان سر فولاد محله      |       | پیش از تاریخ                   | شهرستان مهدیشهر، دهستان پشتکوه، روستای فولاد محله                                               | ۶۹۵۴      | ۱۳۸۱/۱۰/۱۰ |      |
| ۳۱   | تپه اسپی داربن ۱               |       | هزاره یک ق‌م                    | شهرستان مهدیشهر، دهستان پشتکوه، ۷ کیلومتری شمال روستای فولاد محله                               | ۶۹۵۵      | ۱۳۸۱/۱۰/۱۰ |      |
| ۳۲   | آرامگاه امامزاده عبدالله       |       | قاجاریه                        | شهرستان مهدیشهر، شهمیرزاد، خیابان ساری                                                          | ۵۶۴۰      | ۱۳۸۰/۱۲/۲۵ |      |
| ۳۳   | آرامگاه امامزاده سید کاظم پرور |       | قاجاریه                        | ارتفاعات شمال مهدیشهر منطقه پرور                                                                | ۵۶۴۴      | ۱۳۸۰/۱۲/۲۵ |      |
| ۳۴   | امامزاده یحیی (شهمیرزاد)       |       | قاجاریه                        | استان سمنان، شهرستان مهدیشهر، شهر شهمیرزاد، خیابان ساری                                         | ۵۶۳۲      | ۱۳۸۰/۱۲/۲۵ |      |
| ۳۵   | تپه حلی کبرک                   |       | هزاره یک ق‌م                    | شهرستان مهدیشهر، دهستان پشتکوه، حدود ۷ کیلومتری شمال شرقی روستای فولاد محله                     | ۴۶۴۱      | ۱۳۸۰/۱۰/۱۱ |      |
| ۳۶   | تپه اشترگردن                   |       | هزاره یک ق‌م                    | شهرستان مهدیشهر، دهستان پشتکوه، ۱/۵ کیلومتری جنوب روستای رودبارک                                | ۴۶۴۲      | ۱۳۸۰/۱۰/۱۱ |      |
| ۳۷   | تپه رباط                       |       | هزاره یک ق‌م                    | شهرستان مهدیشهر، دهستان پشتکوه، ۸ کیلومتری شمال شرقی روستای فولاد محله                          | ۴۶۴۳      | ۱۳۸۰/۱۰/۱۱ |      |
| ۳۸   | تپه چیرین                      |       | تاریخی ـ اسلامی                | شهرستان مهدیشهر، دهستان پشتکوه، حدود ۲/۵ کیلومتری شمال شرقی روستای فولاد محله                   | ۴۶۴۴      | ۱۳۸۰/۱۰/۱۱ |      |
| ۳۹   | تپه گندل تول                   |       | هزاره یک ق‌م                    | شهرستان مهدیشهر، دهستان پشتکوه، حدود ۷ کیلومتری شمال شرقی روستای فولاد محله                     | ۴۶۴۵      | ۱۳۸۰/۱۰/۱۱ |      |
| ۴۱   | محوطه باستانی تینت بند         |       | هزاره یک ق‌م                    | شهرستان مهدیشهر، دهستان پشتکوه، یک کیلومتری جنوب روستای رودبارک                                 | ۴۶۴۶      | ۱۳۸۰/۱۰/۱۱ |      |
| ۴۲   | تپه کورمیش                     |       | هزاره یک ق‌م                    | شهرستان مهدیشهر، دهستان پشتکوه، حدود ۸ کیلومتری شمال شرقی روستای فولاد محله                     | ۴۶۴۷      | ۱۳۸۰/۱۰/۱۱ |      |
| ۴۳   | تپه گندل‌آباد                   |       | هزاره یک ق‌م                    | شهرستان مهدیشهر، دهستان پشتکوه، ۴/۵ کیلومتری شمال شرقی روستای فولاد محله                        | ۴۶۴۸      | ۱۳۸۰/۱۰/۱۱ |      |
| ۴۴   | گنج تپه کنزنو                  |       | هزاره یک ق‌م                    | شهرستان مهدیشهر، دهستان پشتکوه، ۷/۵ کیلومتری شمال شرق روستای فولاد محله                         | ۴۶۴۹      | ۱۳۸۰/۱۰/۱۱ |      |
| ۴۵   | تپه اسپی قلعه بن               |       | هزاره یک ق‌م                    | شهرستان مهدیشهر، دهستان پشتکوه، ۷ کیلومتری شمال شرق روستای فولاد محله                           | ۴۶۵۰      | ۱۳۸۰/۱۰/۱۱ |      |
| ۴۶   | تپه دروازه                     |       | پیش از تاریخ ـ تاریخی ـ اسلامی | شهرستان مهدیشهر، دهستان پشتکوه، داخل روستای فولاد محله                                          | ۴۶۵۱      | ۱۳۸۰/۱۰/۱۱ |      |
| ۴۷   | محوطه باستانی چهل رودبار       |       | تاریخی                         | شهرستان مهدیشهر، دهستان پشتکوه ۱/۵ کیلومتری شرق فولاد محله                                      | ۴۴۳۶      | ۱۳۸۰/۰۹/۰۵ |      |
| ۴۸   | تپه قلعه گردن رودبارک          |       | تاریخی                         | شهرستان مهدیشهر، دهستان پشتکوه، ۸۰ م جنوب روستای رودبارک                                        | ۴۴۳۷      | ۱۳۸۰/۰۹/۰۵ |      |
| ۴۹   | تپه کورمیش بالا                |       | هزاره یک ق‌م                    | شهرستان مهدیشهر، دهستان پشتکوه، ۸ کیلومتری شمال شرقی روستای فولاد محله                          | ۴۴۳۸      | ۱۳۸۰/۰۹/۰۵ |      |
| ۵۰   | تپه باغچه (ستوا)               |       | پیش از تاریخ                   | شهرستان مهدیشهر، ۶ کیلومتری شمال شرق فولاد محله                                                 | ۴۴۳۹      | ۱۳۸۰/۰۹/۰۵ |      |
| ۵۱   | تپه گنجی یک کور میش            |       | هزاره یک ق‌م                    | شهرستان مهدیشهر، دهستان پشتکوه، ۸ کیلومتری شمال شرقی روستای فولاد محله                          | ۴۴۴۰      | ۱۳۸۰/۰۹/۰۵ |      |
| ۵۲   | تپه گنجی دو کور میش            |       | هزاره یک ق‌م                    | شهرستان مهدیشهر، دهستان پشتکوه، ۸ کیلومتری شمال شرقی روستای فولاد محله                          | ۴۴۴۱      | ۱۳۸۰/۰۹/۰۵ |      |
| ۵۳   | محوطه کلرنو                    |       | هزاره یک ق‌م ـ اسلامی           | شهرستان مهدیشهر، دهستان پشکوه، بخش شهمیرزاد، حدود ۷/۵ کیلومتری شمال شرقی روستای فولاد محله      | ۴۴۴۲      | ۱۳۸۰/۰۹/۰۵ |      |
| ۵۴   | تپه جرکل                       |       | هزاره یک ق‌م                    | شهرستان مهدیشهر دهستان پشتکوه، ۴ کیلومتری شمال شرق روستای رودبارک                               | ۴۴۴۳      | ۱۳۸۰/۰۹/۰۵ |      |
| ۵۵   | دین تپه دینه ور رودبارک        |       | هزاره یک ق‌م                    | شهرستان مهدیشهر، دهستان پشتکوه، شمال شرق روستای رودبارک                                         | ۴۴۴۴      | ۱۳۸۰/۰۹/۰۵ |      |
| ۵۶   | تپه زرشک آب ۱                  |       | هزاره یک ق‌م                    | شهرستان مهدیشهر، دهستان پشتکوه، ۵ کیلومتری شمال شرق فولاد محله                                  | ۴۴۴۵      | ۱۳۸۰/۰۹/۰۵ |      |
| ۵۷   | تپه زرشک آب ۲                  |       | هزاره یک ق‌م                    | شهرستان مهدیشهر، دهستان پشتکوه، ۶ کیلومتری شمال و شمال شرق روستای فولادمحله                     | ۴۴۴۶      | ۱۳۸۰/۰۹/۰۵ |      |
| ۵۸   | تپه گت قلعه                    |       | تاریخی ـ اسلامی                | شهرستان مهدیشهر، دهستان پشتکوه، ۳ کیلومتری شمال غرب روستای فولاد محله                           | ۴۴۴۷      | ۱۳۸۰/۰۹/۰۵ |      |
| ۵۹   | قلعه عماد دره                  |       | تاریخی ـ اسلامی                | شهرستان مهدیشهر، دهستان پشتکوه، ۲/۵ کیلومتری شمال غرب روستای فولاد محله                         | ۴۴۴۸      | ۱۳۸۰/۰۹/۰۵ |      |
| ۶۰   | تپه آفین جیمه                  |       | هزاره یک ق‌م                    | شهرستان مهدیشهر، دهستان پشت کوه، ۳٫۵ کیلومتری شمال شرق روستای رودبارک                           | ۴۴۴۹      | ۱۳۸۰/۰۹/۰۵ |      |
| ۶۱   | تپه علاءالدین شمالی و جنوبی    |       | هزاره یک ق‌م                    | شهرستان مهدیشهر، دهستان پشتکوه ۷ کیلومتری شمال شمال غرب روستای فولاد محله                       | ۴۴۵۰      | ۱۳۸۰/۰۹/۰۵ |      |
| ۶۲   | تپه دربندی ۱                   |       | هزاره یک ق‌م                    | شهرستان مهدیشهر، دهستان پشتکوه، بخش مهدیشهر، ۴ کیلومتری جنوب غرب روستای فولاد محله              | ۴۴۵۱      | ۱۳۸۰/۰۹/۰۵ |      |
| ۶۳   | تپه دربندی ۲                   |       | هزاره یک ق‌م                    | شهرستان مهدیشهر، دهستان پشتکوه، ۴ کیلومتری جنوب غربی روستای فولاد محله                          | ۴۴۵۲      | ۱۳۸۰/۰۹/۰۵ |      |
| ۶۴   | دین تپه سرم رودبارک            |       | هزاره یک ق‌م ـ تاریخی           | شهرستان مهدیشهر، دهستان پشتکوه ۲/۵ کیلومتری شرق روستای رودبارک                                  | ۴۴۵۳      | ۱۳۸۰/۰۹/۰۵ |      |
| ۶۵   | تپه دارتک ۱و ۲                 |       | هزاره یک ق‌م                    | شهرستان مهدیشهر، دهستان پشکوه، ۳ کیلومتری جنوب روستای رودبارک                                   | ۴۴۵۴      | ۱۳۸۰/۰۹/۰۵ |      |
| ۶۶   | تپه سیب بن                     |       | هزاره یک ق‌م                    | شهرستان مهدیشهر، ۷۵ کیلومتری شمال شرق روستای فولاد محله                                         | ۴۴۵۵      | ۱۳۸۰/۰۹/۰۵ |      |
| ۶۷   | امامزاده سید تاج الدین پرور    |       | سلجوقیان                       | شمال شرقی شهرستان مهدیشهر، روستای پرور                                                          | ۴۴۳۰      | ۱۳۸۰/۰۹/۰۵ |      |
| ۶۸   | امامزاده چهل‌تن درجزین          |       | قاجاریه                        | شهرستان مهدیشهر، دهستان درجزین، روستای چهل‌تن                                                    | ۴۴۳۱      | ۱۳۸۰/۰۹/۰۵ |      |
| ۶۹   | شیر قلعه                       |       | پیش از اسلام ـ اسلامی          | شهرستان مهدیشهر، ۳۰ کیلومتری شمال شهرستان شمال غرب شهیرزاد                                      | ۴۴۲۷      | ۱۳۸۰/۰۹/۰۵ |      |
| ۷۰   | امامزاده قاسم زیارت            |       | سلجوقیان ـ ایلخانیان           | شهرستان مهدیشهر، بخش مرکزی، محله زیارت                                                          | ۳۵۴۸      | ۱۳۷۹/۱۲/۲۵ |      |
| ۷۱   | کاروان‌سرای خرند                |       | صفویه                          | شهرستان مهدیشهر، ۲۵ ک شمالشرقی شهمیرزاد ۵۰ ک شمال سمنان                                         | ۲۸۴۹      | ۱۳۷۹/۰۸/۱۶ |      |

### شهرستان سرخه
| ردیف | نام اثر                        | نگاره | دیرینگی             | موقعیت                                                                                | شمارهٔ ثبت | تاریخ ثبت  | منبع |
| ---- | ------------------------------ | ----- | ------------------- | ------------------------------------------------------------------------------------- | --------- | ---------- | ---- |
| ۱    | خانقاه شیخ علاءالدوله سمنانی   |       | مغول                | صوفی آباد واقع در سه فرسخی سمنان                                                      | ۳۲۰       | ۱۳۱۷/۰۸/۲۱ |      |
| ۲    | کاروان‌سرای شاه عباسی           |       | صفویه               | بخش مرکزی، دهکده لاسجرد                                                               | ۶۴۹       | ۱۳۴۵/۰۱/۲۳ |      |
| ۳    | محراب سلجوقی                   |       | سلجوقیان            | ۶۰ کیلومتری شمال غرب سمنان روستای جوین                                                | ۱۹۹۴      | ۱۳۷۷/۰۲/۲۴ |      |
| ۴    | کاروان‌سرای لاسجرد              |       | صفویه               | ۳۶ کیلومتری غرب سمنان                                                                 | ۱۹۹۵      | ۱۳۷۷/۰۱/۱۶ |      |
| ۵    | مسجد جامع و مسجد چهل ستون سرخه |       | صفویه ـ زندیه       | سرخه، خ، محرم                                                                         | ۲۳۲۵      | ۱۳۷۸/۰۳/۰۲ |      |
| ۶    | امامزاده طاهر                  |       | قرون متاخر اسلامی   | شهرستان سرخه، دهستان هفدر، روستای افتر، خیابان اصلی، جنب گورستان افتر، واقع در غرب آن | ۲۵۱۰۵     | ۱۳۸۷/۱۲/۱۸ |      |
| ۷    | محوطه اسپی تپه                 |       | پیش از تاریخ        | شهرستان سرخه، روستای لاسجرد                                                           | ۶۹۵۶      | ۱۳۸۱/۱۰/۱۰ |      |
| ۸    | آسیاب چهارم/ حاج وردی          |       | قاجاریه             | شمال شهر سرخه                                                                         | ۵۸۳۲      | ۱۳۸۱/۰۳/۲۵ |      |
| ۹    | آرامگاه پیر غریب               |       | قاجاریه (قبل از آن) | ابتدای ورودی شهر سرخه از سمت سمنان                                                    | ۵۸۲۹      | ۱۳۸۱/۰۳/۲۵ |      |
| ۱۰   | یخچال سرخه (حاج) اسدالله عزیزی |       | قاجاریه             | ابتدای ورودی شرقی شهر سرخه از سمنان                                                   | ۵۸۲۱      | ۱۳۸۱/۰۳/۲۵ |      |
| ۱۱   | مسجد امام حسین (سرخه)          |       | اواخر قاجار         | ۲۰ کیلومتری غرب شهرستان سمنان، شهر سرخه، محله قدیمی بیرون دژ                          | ۵۶۵۷      | ۱۳۸۰/۱۲/۲۵ |      |
| ۱۲   | آرامگاه امامزاده شاه محمد زید  |       | زندیه               | ۶۰ کیلومتری غرب سمنان، جاده روستایی جوین                                              | ۵۶۵۰      | ۱۳۸۰/۱۲/۲۵ |      |
| ۱۳   | آب‌انبار سرخه                   |       | قاجاریه             | محله بیرون                                                                            | ۴۴۳۵      | ۱۳۸۰/۰۹/۰۵ |      |
| ۱۴   | امامزاده چهار تن               |       | قاجاریه             | ۴۰ کیلومتری سمنان، بخش سرخه، دهستان لاسجرد، روستای ایج                                | ۴۴۳۲      | ۱۳۸۰/۰۹/۰۵ |      |
| ۱۵   | مسجد امام‌هادی سرخه             |       | قاجاریه             | محله کلان سرخه                                                                        | ۴۴۳۳      | ۱۳۸۰/۰۹/۰۵ |      |
| ۱۶   | امامزاده عبدالله و اسماعیل     |       | قاجاریه             | دهستان هفدر، روستای امامزاده عبدالله                                                  | ۴۴۲۹      | ۱۳۸۰/۰۹/۰۵ |      |
| ۱۷   | حمام بیرون دژسرخه              |       | اوایل قاجار         | محله بیرون دژ سرخه، کنار مسجد چهلستون                                                 | ۴۴۲۵      | ۱۳۸۰/۰۹/۰۵ |      |

### شهرستان شاهرود
| ردیف | نام اثر                           | نگاره | دیرینگی                        | موقعیت                                                                                                | شمارهٔ ثبت | تاریخ ثبت  | منبع  |
| ---- | --------------------------------- | ----- | ------------------------------ | --- | --------- | ---------- | ----- |
| ۱    | مسجد شیخ بسطامی                   |       |                                | مرکز شهر ۳۶°۲۹′۳٫۳″ شمالی ۵۵°۰′۱٫۰″ شرقی / ۳۶٫۴۸۴۲۵۰°شمالی ۵۵٫۰۰۰۲۷۸°شرقی                             | ۶۸        | ۱۳۱۰/۱۰/۱۵ | [ ۶ ] |
| ۲    | برج آرامگاهی نزدیک مسجد جامع      |       | قرن ۸ ق                        | شاهرود، بسطام                                                                                         | ۶۹        | ۱۳۱۰/۱۰/۱۵ |       |
| ۳    | مسجد فرومد                        |       | قرن ۷ ق                        | بخش میامی، دهستان فرومد                                                                               | ۳۴۵       | ۱۳۲۱/۰۳/۲۰ |       |
| ۴    | آرامگاه شیخ ابوالحسن خرقانی       |       | قرن ۵ ق                        | شاهرود، قلعه نوخرقان                                                                                  | ۶۴۵       | ۱۳۴۶/۰۱/۲۲ |       |
| ۵    | کاروان‌سرای ده ملا                 |       | صفویه                          | شهرستان شاهرود، بخش مرکزی، جاده تهران مشهد، روستای ده ملا، ۲۰ کیلومتری غرب شاهرود                     | ۱۳۷۲      | ۱۳۵۶/۰۲/۰۵ |       |
| ۶    | کاروان‌سرای قدیمی میاندشت          |       | صفویه ـ قاجاریه                | ۷۵ کیلومتری شرق شاهرود                                                                                | ۱۴۳۹      | ۱۳۵۶/۰۶/۱۴ |       |
| ۷    | کاروان‌سرای میامی                  |       | صفویه                          | شهر میامی، خ امام رضا (ع)                                                                             | ۱۷۱۸      | ۱۳۶۵/۰۲/۱۷ |       |
| ۸    | کاروان‌سرای شاه عباسی عباس‌آباد     |       | صفویه                          | روستای عباس‌آباد                                                                                       | ۱۷۲۶      | ۱۳۶۶/۰۴/۱۴ |       |
| ۹    | پارک موزه شاهرود                  |       | هزاره یک ق‌م                    | دامنه شرقی کوه سوراخه مشرف به شاهرود                                                                  | ۱۷۴۱      | ۱۳۷۵/۰۴/۱۱ |       |
| ۱۰   | تپه سنگ چخماق                     |       | هزاره ۶ ق‌م                     | ۱ کیلومتری شمال شرقی شهر بسطام                                                                        | ۱۷۷۷      | ۱۳۷۵/۰۹/۱۲ |       |
| ۱۱   | مسجد جامع شاهرود                  |       | ایلخانیان ـ قاجاریه            | شمال محله بیدآباد                                                                                     | ۱۸۵۶      | ۱۳۷۶/۰۲/۱۵ |       |
| ۱۲   | موزه/ گنجینه/ شاهرود              |       | قاجاریه                        | شمال شهر انتهای خیابان و بالای خیابان                                                                 | ۱۸۸۸      | ۱۳۷۶/۰۵/۱۱ |       |
| ۱۳   | مسجد شیخ علی اکبر شاهرود          |       | قاجاریه                        | خ مزار کوچه مسجد شیخ علی‌اکبر                                                                          | ۱۹۱۸      | ۱۳۷۶/۰۶/۱۶ |       |
| ۱۴   | گرمابه بازار شاهرود               |       | قاجاریه                        | راسته بازار نو مجاور ورودی بازار                                                                      | ۱۹۴۲      | ۱۳۷۶/۰۹/۱۶ |       |
| ۱۵   | کاروان‌سرای بدشت                   |       | صفویه                          | ۸ کیلومتری شرق شاهرود                                                                                 | ۱۹۹۳      | ۱۳۷۷/۰۱/۱۶ |       |
| ۱۶   | بازار شاهرود                      |       | قاجاریه                        | بافت قدیم شهر                                                                                         | ۲۲۸۵      | ۱۳۷۸/۰۱/۰۹ |       |
| ۱۷   | کاروانسرای سنگی شریف‌آباد          |       | صفویه                          | ۴۰ ک شمال شرقی میامی                                                                                  | ۲۸۴۷      | ۱۳۷۹/۰۸/۱۶ |       |
| ۱۸   | کاروان‌سرای محمدآباد پل ابریشم     |       | صفویه                          | ۶۰ ک شمالشرقی میامی روستای محمدآبا                                                                    | ۲۸۵۰      | ۱۳۷۹/۰۸/۱۶ |       |
| ۱۹   | آب‌انبار مدرسه قلعه                |       | قاجاریه                        | نزدیکی بازار در کنار مدرسه قلعه                                                                       | ۲۹۱۷      | ۱۳۷۹/۰۹/۲۰ |       |
| ۲۰   | تپه عمادالدین                     |       | پیش از تاریخ                   | شهرستان سمنان، ۸ کیلومتری جنوب غربی شهرستان شاهرود، نزدیک بقعه شیخ عمادالدین                          | ۳۷۰۷      | ۱۳۸۰/۰۱/۲۸ |       |
| ۲۱   | سیاه تپه قلعه شوکت                |       | پیش از تاریخ                   | شهرستان سمنان، ۱۰ کیلومتری جنوب غربی شاهرود، ۴ کیلومتری روستای قلعه شوکت نظام                         | ۳۷۲۰      | ۱۳۸۰/۰۱/۲۸ |       |
| ۲۲   | تپه خوریان ۱                      |       | پیش از تاریخ                   | ۱۲ کیلومتری جنوب غربی شهرستان شاهرود، جنوب روستای خوریان                                              | ۳۸۵۴      | ۱۳۸۰/۰۲/۲۵ |       |
| ۲۳   | تپه ده‌خیر                         |       | پیش از تاریخ ـ تاریخی          | جاده شاهرود به گرگان، دو کیلومتری شمال شرقی روستای دولت‌آباد                                           | ۳۸۵۵      | ۱۳۸۰/۰۲/۲۵ |       |
| ۲۴   | آب‌انبار عمارت میامی               |       | قاجاریه                        | ۶۰ کیلومتری شرق شهرستان شاهرود، شهر میامی                                                             | ۳۹۴۵      | ۱۳۸۰/۰۷/۱۰ |       |
| ۲۵   | برج و باروی شاهرود                |       | قاجاریه                        | شهرستان شاهرود، بافت قدیم شهر                                                                         | ۳۹۴۶      | ۱۳۸۰/۰۷/۱۰ |       |
| ۲۶   | برج و باروی بسطام                 |       | اسلامی                         | شهرستان شاهرود، مابین ک حاج صفرعلی و خ ارگ، ک صباغان، جاده شاهرود آزادشهر                             | ۳۹۴۷      | ۱۳۸۰/۰۷/۱۰ |       |
| ۲۷   | آرامگاه شیخ عمادالدین             |       | اسلامی                         | جاده شاهرود، دامغان، ۵ کیلومتری جنوب شرقی شاهرود                                                      | ۳۹۴۸      | ۱۳۸۰/۰۷/۱۰ |       |
| ۲۸   | ساختمان اداره دخانیات شاهرود      |       | پهلوی اول                      | شهرستان شاهرود، شهربیارجمند، واقع در خیایان اصلی                                                      | ۳۹۵۰      | ۱۳۸۰/۰۷/۱۰ |       |
| ۲۹   | مسجد جامع بیارجمند                |       | صفویه                          | شهرستان شاهرود، شهربیارجمند                                                                           | ۳۹۷۰      | ۱۳۸۰/۰۷/۱۰ |       |
| ۳۰   | مسجد آقا                          |       | قاجاریه                        | شهرستان شاهرود، محله مسجد امامزاده حسن مجتبی (ع)                                                      | ۳۹۹۶      | ۱۳۸۰/۰۷/۱۰ |       |
| ۳۱   | تکیه زنجیری                       |       | قاجاریه                        | بافت قدیم شهرستان شاهرود، تقاطع محله نخل و محله مسجد امام حسن مجتبی (ع)                               | ۳۹۹۷      | ۱۳۸۰/۰۷/۱۰ |       |
| ۳۲   | تکیه بیدآباد                      |       | قاجاریه                        | شهرستان شاهرود، محله قدیمی بیدآباد                                                                    | ۳۹۹۸      | ۱۳۸۰/۰۷/۱۰ |       |
| ۳۳   | تکیه دولت بسطام                   |       | قاجاریه                        | شهرستان شاهرود                                                                                        | ۴۰۲۳      | ۱۳۸۰/۰۷/۱۰ |       |
| ۳۴   | حمام حاج تقی/ حاج تقی عسگر        |       | قاجاریه                        | شهرستان شاهرود، خ شهید صدوقی چهارراه خ مزار                                                           | ۴۰۲۴      | ۱۳۸۰/۰۷/۱۰ |       |
| ۳۵   | خانه یغماییان                     |       | قاجار                          | شهرستان شاهرود، محله مصلی                                                                             | ۴۰۲۵      | ۱۳۸۰/۰۷/۱۰ |       |
| ۳۶   | حمام چهارسوق                      |       | صفویه ـ قاجاریه                | شهرستان شاهرود، بافت شهر، محله مسجد امام حسن مجتبی (ع)                                                | ۴۰۲۶      | ۱۳۸۰/۰۷/۱۰ |       |
| ۳۷   | تپه کربلائی محمد کلاته            |       | پیش از تاریخ                   | شهرستان شاهرود، دهستان زیر ستاق، شمال روستای کلاته خان                                                | ۴۲۵۱      | ۱۳۸۰/۰۹/۰۵ |       |
| ۳۸   | تپه سیاه‌ریگی                      |       | پیش از تاریخ                   | شهرستان شاهرود، ۲۵ کیلومتری جاده آزاد شهر، بین روستای قاسم‌آباد و قلعه نوفرقان                         | ۴۲۵۴      | ۱۳۸۰/۰۹/۰۵ |       |
| ۳۹   | تپه استاد علی                     |       | پیش از تاریخ ـ اسلامی          | شهرستان شاهرود، دهستان زیرستاق، ۳/۵ کیلومتری شمال غرب روستای خوریان                                   | ۴۳۶۹      | ۱۳۸۰/۰۹/۰۵ |       |
| ۴۰   | حمام امیریه                       |       | قاجاریه                        | استان سمنان، شهرستان شاهرود، شهر بسطام، روستای امیریه                                                 | ۴۷۰۵      | ۱۳۸۰/۱۰/۱۱ |       |
| ۴۱   | شور تپه رضوان شاهرود              |       | هزاره یک ق‌م                    | شاهرود، ۴/۵ کیلومتری جنوب غربی روستای رضوان                                                           | ۵۸۴۰      | ۱۳۸۱/۰۳/۲۵ |       |
| ۴۲   | حمام بزرگ بسطام                   |       | ایلخانیان                      | شهرستان شاهرود، بخش بسطام، مجاور مجموعه تاریخی و مدرسه شاهوخیه بسطام                                  | ۵۸۴۱      | ۱۳۸۱/۰۳/۲۵ |       |
| ۴۳   | آسیاب بدشت                        |       | صفویه                          | ۸ کیلومتری شرق شهرستان شاهرود، روستای بدشت                                                            | ۵۸۴۲      | ۱۳۸۱/۰۳/۲۵ |       |
| ۴۴   | یخچال بدشت                        |       | قاجاریه (قبل از آن)            | ۸ کیلومتری شرق شهرستان شاهرود، مجاور بافت مسکونی روستای بدشت                                          | ۵۸۴۳      | ۱۳۸۱/۰۳/۲۵ |       |
| ۴۵   | تپه نوروز علی مرگان رضوان شاهرود  |       | هزاره یک ق‌م                    | شهرستان شاهرود، بخش میامی، شرق روستای رضوان                                                           | ۵۸۴۴      | ۱۳۸۱/۰۳/۲۵ |       |
| ۴۶   | تپه دولت‌آباد شاهرود               |       | تاریخی ـ اسلامی                | ۱۰ کیلومتری شمال شاهرود دو کیلومتری غرب جاده شاهرود به آزاد شهر، مجاورت روستای دولت‌آباد               | ۵۸۴۵      | ۱۳۸۱/۰۳/۲۵ |       |
| ۴۷   | تپه جمال حسین‌آباد شاهرود          |       | هزاره یک ق‌م                    | شهرستان شاهرود، ۱/۵ کیلومتری شرق روستای حسین‌آباد                                                      | ۵۸۴۶      | ۱۳۸۱/۰۳/۲۵ |       |
| ۴۸   | ناودان تپه شماره یک رضوان شاهرود  |       | هزاره یک ق‌م                    | شهرستان شاهرود، ۷/۵ کیلومتری شرق روستای رضوان                                                         | ۵۸۴۷      | ۱۳۸۱/۰۳/۲۵ |       |
| ۴۹   | تپه سیاه ریگی قلعه نوخرقان شاهرود |       | پیش از تاریخ                   | ۱۰۰ متری غرب جاده شاهرود، آزاد شهر، ۲/۵ کیلومتری شمالشرق شاهرود، ۱/۵ کیلومتری شرق قلعه نوخرقان        | ۵۸۴۸      | ۱۳۸۱/۰۳/۲۵ |       |
| ۵۰   | تل خاکستر                         |       | پیش از تاریخ                   | شهرستان شاهرود، یک کیلومتری شمال شهر، کنار جاده قدیم گرجی، پای شمالی کوه چغلگیر                       | ۵۸۴۹      | ۱۳۸۱/۰۳/۲۵ |       |
| ۵۱   | تپه قوشه دگرمان                   |       | هزاره یک ق‌م                    | شهرستان شاهرود، بخش میامی، دهستان رضوان شمال غرب روستای قوشه دگرمان                                   | ۵۸۵۰      | ۱۳۸۱/۰۳/۲۵ |       |
| ۵۲   | دولت تپه                          |       | هزاره یک ق‌م                    | شهرستان شاهرود، بخش میامی، دهستان رضوان، حدود ۱/۵ کیلومتری جنوب شرق روستای دشت شاد                    | ۵۸۵۱      | ۱۳۸۱/۰۳/۲۵ |       |
| ۵۳   | تپه عباس‌آباد                      |       | تاریخی                         | شهرستان شاهرود، بخش مرکزی، دهستان دهملا، ۵۰۰ متری جنوب غرب روستای فرح آباد                            | ۵۸۵۲      | ۱۳۸۱/۰۳/۲۵ |       |
| ۵۴   | یخچال دولت‌آباد                    |       | قاجاریه (قبل از آن)            | استان سمنان، شهرستان شاهرود، ۴ کیلومتری شمال بسطام، روستای دولت‌آباد                                   | ۵۸۵۳      | ۱۳۸۱/۰۳/۲۵ |       |
| ۵۵   | یخچال سعدآباد/ علی محمداسماعیلی   |       | قاجاریه (قبل ازآن)             | استان سمنان، ۶ کیلومتری شرق شهرستان شاهرود، روستای سعد آباد                                           | ۵۸۵۴      | ۱۳۸۱/۰۳/۲۵ |       |
| ۵۶   | یخچال قاسم‌آباد                    |       | قاجاریه (قبل ازآن)             | استان سمنان، شهرستان شاهرود، ۳ کیلومتری شمال شرق بسطام، مجاور قلعه قاسم‌آباد                           | ۵۸۵۵      | ۱۳۸۱/۰۳/۲۵ |       |
| ۵۷   | تپه خیرآباد شماره دو بدشت         |       | هزاره یک ق‌م                    | شهرستان شاهرود، ۷/۵ کیلومتری شمال روستای بدشت                                                         | ۵۸۵۶      | ۱۳۸۱/۰۳/۲۵ |       |
| ۵۸   | تپه رودخان سوخته                  |       | تاریخی                         | شهرستان شاهرود، بخش مرکزی، دهستان دهملا حدود ۳ کیلومتری جنوب روستای کلاته خان                         | ۵۸۵۷      | ۱۳۸۱/۰۳/۲۵ |       |
| ۵۹   | تپه رضوان                         |       | هزاره یک ق‌م                    | شهرستان شاهرود، بخش میامی، دهستان رضوان جنوب غرب روستای رضوان                                         | ۵۸۵۸      | ۱۳۸۱/۰۳/۲۵ |       |
| ۶۰   | تپه ابراهیم بیک قوشه دگرمان       |       | هزاره یک ق‌م                    | شهرستان شاهرود، بخش میامی دهستان رضوان جنوب روستای قوشه دگرمان                                        | ۵۸۵۹      | ۱۳۸۱/۰۳/۲۵ |       |
| ۶۱   | قلعه قارون امیریه                 |       | اسلامی                         | شهرستان شاهرود، بخش بسطام، دهستان خرقان روستای امیریه                                                 | ۵۸۶۰      | ۱۳۸۱/۰۳/۲۵ |       |
| ۶۲   | یخچال بسطام/ حاج محمد تقی سعیدی   |       | قاجاریه                        | شهرستان شاهرود، غرب شهر بسطام بعد از اداره مخابرات                                                    | ۵۸۶۱      | ۱۳۸۱/۰۳/۲۵ |       |
| ۶۳   | تپه قلعه نو                       |       | هزاره یک ق‌م                    | شهرستان شاهرود، بخش میامی، دهستان رضوان، روستای حسین‌آباد                                              | ۵۸۶۲      | ۱۳۸۱/۰۳/۲۵ |       |
| ۶۴   | تپه کرنگ                          |       | عصر آهن                        | شهرستان شاهرود، بخش میامی، دهستان رضوان، روستای کرنگ                                                  | ۵۸۶۳      | ۱۳۸۱/۰۳/۲۵ |       |
| ۶۵   | تپه تقی‌آباد                       |       | تاریخی ـ اسلامی                | ۲۰ کیلومتری شمال شرق شاهرود، بخش بسطام، دهستان خرقان، روستای حسین‌آباد                                 | ۵۸۶۴      | ۱۳۸۱/۰۳/۲۵ |       |
| ۶۶   | تپه گرایلی                        |       | عصر آهن                        | شهرستان شاهرود، بخش میامی، دهستان رضوان، روستای سوداغلن                                               | ۵۸۶۵      | ۱۳۸۱/۰۳/۲۵ |       |
| ۶۷   | تپه کمردار                        |       | هزاره یک ق‌م                    | شهرستان شاهرود، بخش میامی، دهستان رضوان، روستای کمردار                                                | ۵۸۶۶      | ۱۳۸۱/۰۳/۲۵ |       |
| ۶۸   | تپه خیرآباد شماره ۱               |       | پیش از تاریخ                   | ۲ کیلومتری شرق شهر شاهرود، بخش مرکزی، دهستان حومه روستای بدشت                                         | ۵۸۶۷      | ۱۳۸۱/۰۳/۲۵ |       |
| ۶۹   | تپه دشت شاد                       |       | هزاره یک ق‌م                    | شهرستان شاهرود، بخش میامی، دهستان رضوان، شرق روستای دشت شاد                                           | ۵۸۶۸      | ۱۳۸۱/۰۳/۲۵ |       |
| ۷۰   | ناودان تپه شماره ۲                |       | هزاره یک ق‌م                    | شهرستان شاهرود، بخش میامی، دهستان رضوان، روستا رضوان ۶۰۰ متری شمال ناودان تپه ۱                       | ۵۸۶۹      | ۱۳۸۱/۰۳/۲۵ |       |
| ۷۱   | تپه قلعه چه کمردار                |       | هزاره یک ق‌م                    | شهرستان شاهرود، بخش میامی، دهستان رضوان، ۸۰۰ متری جنوب غرب روستای کمردار                              | ۵۸۷۰      | ۱۳۸۱/۰۳/۲۵ |       |
| ۷۲   | تپه مختار کشته (جوزتپه)           |       | هزاره یک ق‌م                    | شهرستان شاهرود، بخش میامی، دهستان رضوان، حدود یک کیلومتری شمال شرق روستای کمردار                      | ۵۸۷۱      | ۱۳۸۱/۰۳/۲۵ |       |
| ۷۳   | تپه سوداغلن                       |       | هزاره یک ق‌م                    | شهرستان شاهرود، بخش میامی، دهستان رضوان، روستای سوداغلن                                               | ۶۵۷۸      | ۱۳۸۱/۱۰/۱۰ |       |
| ۷۴   | تپه شماره یک دره المازو           |       | هزاره یک ق‌م                    | شهرستان شاهرود، بخش میامی، دهستان رضوان، روستای دشت شاد                                               | ۶۵۷۹      | ۱۳۸۱/۱۰/۱۰ |       |
| ۷۵   | تپه شماره دو دره المازو           |       | هزاره یک ق‌م                    | شهرستان شاهرود، بخش میامی، دهستان رضوان، روستای دشت شاد                                               | ۶۵۸۰      | ۱۳۸۱/۱۰/۱۰ |       |
| ۷۶   | تپه شماره سه دره المازو           |       | هزاره یک ق‌م                    | شهرستان شاهرود، بخش میامی، دهستان رضوان، روستای دشت شاد                                               | ۶۵۸۱      | ۱۳۸۱/۱۰/۱۰ |       |
| ۷۷   | تپه چشمه نی                       |       | هزاره یک ق‌م                    | شهرستان شاهرود، بخش میامی، دهستان رضوان، روستای سوداغلن                                               | ۶۵۸۲      | ۱۳۸۱/۱۰/۱۰ |       |
| ۷۸   | تپه شماره سه قوری دره سوداغلن     |       | هزاره یک ق‌م                    | شهرستان شاهرود، بخش میامی، دهستان رضوان، روستای سوداغلن                                               | ۶۵۸۳      | ۱۳۸۱/۱۰/۱۰ |       |
| ۷۹   | تپه قلعه مزج                      |       | پیش از تاریخ                   | ۶۵ کیلومتری شمال شرق شهرستان شاهرود، بخش بسطام، روستای مزج                                            | ۶۵۸۴      | ۱۳۸۱/۱۰/۱۰ |       |
| ۸۰   | قلعه تپه پرو                      |       | پیش از تاریخ ـ تاریخی          | شهرستان شاهرود، بخش بسطام، دهستان خرقان، روستای پرو                                                   | ۶۵۸۵      | ۱۳۸۱/۱۰/۱۰ |       |
| ۸۱   | تپه شماره یک باغچه                |       | هزاره یک ق‌م                    | شهرستان شاهرود، بخش میامی، دهستان رضوان، روستای باغچه                                                 | ۶۵۸۶      | ۱۳۸۱/۱۰/۱۰ |       |
| ۸۲   | تپه شماره دو باغچه                |       | هزاره یک ق‌م                    | شهرستان شاهرود، بخش میامی، دهستان رضوان، روستای باغچه                                                 | ۶۵۸۷      | ۱۳۸۱/۱۰/۱۰ |       |
| ۸۳   | تپه شماره سه باغچه                |       | هزاره یک ق‌م                    | شهرستان شاهرود، بخش میامی، دهستان رضوان، روستای باغچه                                                 | ۶۵۸۸      | ۱۳۸۱/۱۰/۱۰ |       |
| ۸۵   | تپه شماره چهار باغچه              |       | هزاره یک ق‌م                    | شهرستان شاهرود، بخش میامی، دهستان رضوان، روستای باغچه                                                 | ۶۵۸۹      | ۱۳۸۱/۱۰/۱۰ |       |
| ۸۶   | تپه شماره یک قوری دره             |       | هزاره یک ق‌م                    | شهرستان شاهرود، بخش میامی، دهستان رضوان، روستای سوداغلن                                               | ۶۵۹۰      | ۱۳۸۱/۱۰/۱۰ |       |
| ۸۷   | تپه کهنه باغچه شماره ۲            |       | هزاره یک ق‌م                    | شهرستان شاهرود، بخش میامی، دهستان رضوان، روستای کمردار                                                | ۶۵۹۱      | ۱۳۸۱/۱۰/۱۰ |       |
| ۸۸   | تپه شماره دو قوری دره             |       | تاریخی ـ اسلامی                | شهرستان شاهرود، بخش میامی، دهستان رضوان، روستای سوداغلن                                               | ۶۵۹۲      | ۱۳۸۱/۱۰/۱۰ |       |
| ۸۹   | محوطه چشمه جانو                   |       | پیش از تاریخ تا اسلامی         | شهرستان شاهرود، بخش میامی، دهستان رضوان، روستای دشت شاد                                               | ۶۵۹۳      | ۱۳۸۱/۱۰/۱۰ |       |
| ۹۰   | آسیاب کلاته خان                   |       | قاجاریه                        | شهرستان شاهرود، بخش مرکزی، دهستان دهملا، روستای کلاته خان                                             | ۶۹۳۹      | ۱۳۸۱/۱۰/۱۰ |       |
| ۹۱   | تپه قلعه بدشت                     |       | پیش از تاریخ ـ تاریخی ـ اسلامی | شهرستان شاهرود، بخش مرکزی، دهستان حومه، روستای بدشت                                                   | ۶۹۴۰      | ۱۳۸۱/۱۰/۱۰ |       |
| ۹۲   | تپه دو کلاته خان                  |       | تاریخی                         | شهرستان شاهرود، بخش مرکزی، دهستان حومه، روستای کلاته خان                                              | ۶۹۴۱      | ۱۳۸۱/۱۰/۱۰ |       |
| ۹۳   | تپه صالح‌آباد                      |       | تاریخی ـ اسلامی                | شهرستان شاهرود، بخش مرکزی، دهستان حومه، روستای صالح آباد                                              | ۶۹۴۲      | ۱۳۸۱/۱۰/۱۰ |       |
| ۹۴   | تپه دیزج/ گندزی                   |       | تاریخی                         | شهرستان شاهرود، بخش مرکزی، دهستان حومه، روستای دیزج                                                   | ۶۹۴۳      | ۱۳۸۱/۱۰/۱۰ |       |
| ۹۵   | تپه فرح‌آباد                       |       | تاریخی                         | شهرتسان شاهرود، بخش مرکزی، دهستان حومه، روستای فرح آباد                                               | ۶۹۴۴      | ۱۳۸۱/۱۰/۱۰ |       |
| ۹۶   | تپه کلاته خان شمالی و جنوبی       |       | تاریخی                         | شهرستان شاهرود، بخش مرکزی، دهستان حومه، روستای کلاته خان                                              | ۶۹۴۵      | ۱۳۸۱/۱۰/۱۰ |       |
| ۹۷   | تپه قهج                           |       | تاریخی ـ اسلامی                | شهرستان شاهرود، بخش بسطام، دهستان خرقان، روستای قهج                                                   | ۶۹۴۶      | ۱۳۸۱/۱۰/۱۰ |       |
| ۹۸   | تپه پله دهملا                     |       | تاریخی                         | شهرستان شاهرود، بخش مرکزی، دهستان حومه، روستای دهملا                                                  | ۶۹۴۷      | ۱۳۸۱/۱۰/۱۰ |       |
| ۹۹   | تپه دهملا                         |       | تاریخی ـ اسلامی                | شهرستان شاهرود، بخش مرکزی، دهستان حومه، روستای دهملا                                                  | ۶۹۴۸      | ۱۳۸۱/۱۰/۱۰ |       |
| ۱۰۰  | پل حیدر قلی                       |       | صفویه                          | شهرستان شاهرود، بخش مرکزی، دهستان حومه روستای ایزج                                                    | ۷۳۴۵      | ۱۳۸۱/۱۱/۱۲ |       |
| ۱۰۱  | پل سر چشمه                        |       | پهلوی اول                      | شهرستان شاهرود، محله سرچشمه جنب میدان امام رضا (ع)                                                    | ۷۳۴۷      | ۱۳۸۱/۱۱/۱۲ |       |
| ۱۰۲  | خانه عطاردی                       |       | قاجاریه                        | شهرستان شاهرود، بافت قدیم شهر شاهرود، خیابان ۱۵ خرداد، کوچه چاپارخانه جنب برج و باروی قدیم            | ۷۶۲۸      | ۱۳۸۱/۱۲/۱۷ |       |
| ۱۰۳  | حمام قطری (قتری)                  |       | قاجاریه                        | ۳۰ کیلومتری شمال شاهرود، بخش بسطام، دهستان قلعه خرقان جاده روستای ابرفرعی امامزاده قطری، جنب امامزاده | ۸۶۱۰      | ۱۳۸۲/۰۲/۰۹ |       |
| ۱۰۴  | یخچال حاج آقا محمد لطفی           |       | قاجاریه                        | شهرستان شاهرود، بخش مرکزی، دهستان حومه، خارج بافت مسکونی روستای دیزج                                  | ۸۶۱۱      | ۱۳۸۲/۰۲/۰۹ |       |
| ۱۰۵  | مسجد اخیانیها                     |       | پهلوی اول                      | شهر شاهرود، خیابان تهران، خیابان ۲۹ اسفند، کوچه مسجد اخیانیها                                         | ۸۶۱۲      | ۱۳۸۲/۰۲/۰۹ |       |
| ۱۰۶  | یخدان جیلان                       |       | قاجاریه                        | شهرستان شاهرود، بخش بسطام، روستای جیلان                                                               | ۱۲۲۶۳     | ۱۳۸۴/۰۴/۳۰ |       |
| ۱۰۷  | یخدان مزج                         |       | قاجاریه                        | استان سمنان، شهرستان شاهرود، بخش بسطام، روستای مزج                                                    | ۱۲۲۶۴     | ۱۳۸۴/۰۴/۳۰ |       |
| ۱۰۹  | تکیه جیلان                        |       | قاجاریه                        | شهرستان شاهرود، بخش بسطام، روستای جیلان                                                               | ۱۲۲۶۵     | ۱۳۸۴/۰۴/۳۰ |       |
| ۱۱۰  | برج خشتی مزج                      |       | اسلامی ـ قاجاریه               | شهرستان شاهرود، روستای مزج، حاشیه جاده اصلی                                                           | ۱۲۲۶۶     | ۱۳۸۴/۰۴/۳۰ |       |
| ۱۱۱  | تکیه برنجی                        |       | اواخر قاجار                    | شهرستان شاهرود، مرکزشهرشاهرود، خ مصلی روبروی مسجد مصلی                                                | ۱۲۲۶۷     | ۱۳۸۴/۰۴/۳۰ |       |
| ۱۱۲  | مسجد جامع جیلان                   |       | قاجاریه                        | شهرستان شاهرود، بخش بسطام، ۶۵ کیلومتری شاهرود، روستای جیلان                                           | ۱۲۲۶۸     | ۱۳۸۴/۰۴/۳۰ |       |
| ۱۱۳  | تکیه مزج                          |       | قاجاریه                        | شهرستان شاهرود، بخش بسطام، روستای مزج                                                                 | ۱۲۲۶۹     | ۱۳۸۴/۰۴/۳۰ |       |
| ۱۱۴  | آب‌انبار عمارت                     |       | قاجاریه                        | سمنان، شهرستان شاهرود، شهر میامی، بافت قدیم                                                           | ۱۲۲۷۰     | ۱۳۸۴/۰۴/۳۰ |       |
| ۱۱۵  | حمام بیارجمند                     |       | صفویه                          | ۱۲۰ک م شهرستان شاهرود، بیار جمند، روبروی مسجد جامع                                                    | ۱۲۲۷۱     | ۱۳۸۴/۰۴/۳۰ |       |
| ۱۱۶  | یخدان بیارجمند                    |       | قاجاریه                        | شهرستان شاهرود، بیارجمند، ابتدای جاده خارتوران، سمت چپ جاده                                           | ۱۲۲۷۲     | ۱۳۸۴/۰۴/۳۰ |       |
| ۱۱۷  | مسجد چامع دستجرد                  |       | صفویه                          | شهرستان شاهرود، ۳۰ کیلومتری شهر بیارجمند، روستای دستجرد                                               | ۱۲۲۷۳     | ۱۳۸۴/۰۴/۳۰ |       |
| ۱۱۸  | راه آب قدیم شاهرود                |       | قاجاریه                        | شهرستان شاهرود، کوه‌های مشرف به مسجدجامع                                                               | ۱۲۲۷۴     | ۱۳۸۴/۰۴/۳۰ |       |
| ۱۱۹  | محراب مصلی                        |       | اوایل قاجار                    | شهرستان شاهرود، جنب پارک شهدای محراب، مزار قدیم                                                       | ۱۲۲۷۵     | ۱۳۸۴/۰۴/۳۰ |       |
| ۱۲۰  | پل صدرآباد                        |       | صفوی                           | شهرستان شاهرود، بخش میامی، ۱۷ کیلومتری جاده شاهرود، مشهد، ۵ کیلومتری کاروانسرای صدرآباد               | ۱۳۵۷۹     | ۱۳۸۴/۰۷/۲۳ |       |
| ۱۲۱  | تپه حسن مرگان ۱                   |       | هزاره اول ق م                  | شهرستان شاهرود، بخش میامی، دهستان رضوان، ۲۰۰ م شمال جاده سوداغلن به حسین‌آباد                          | ۱۳۵۸۲     | ۱۳۸۴/۰۷/۲۳ |       |
| ۱۲۲  | تپه چاله پالگی                    |       | تاریخی                         | شهرستان شاهرود، بخش میامی، دهستان کلاتهای غربی، شمال غرب روستای ابراهیم‌آباد                           | ۱۳۵۸۳     | ۱۳۸۴/۰۷/۲۳ |       |
| ۱۲۳  | محوطه باستانی تخت شاه             |       | هزاره اول ق م                  | شهرستان شاهرود، بخش میامی، کالپوش، سه راه سوداغلن به حسین‌آباد، جنوب مخزن سد کالپوش                    | ۱۳۵۸۴     | ۱۳۸۴/۰۷/۲۳ |       |
| ۱۲۴  | قلعه بوز باشی                     |       | قرون متاخر اسلامی              | شهرستان شاهرود، بخش بسطام، دهستان کلاته‌های غربی، روستای فرج                                           | ۱۹۱۳۷     | ۱۳۸۶/۰۳/۰۳ |       |
| ۱۲۵  | آرامگاه پیراردیان                 |       | قاجاریه                        | شهرستان شاهرود، بخش مرکزی، دهستان حومه، روستای اردیان                                                 | ۱۹۱۳۸     | ۱۳۸۶/۰۳/۰۳ |       |
| ۱۲۶  | سردر باغ شازده                    |       | اواخر قاجاریه                  | شهرستان شاهرود، بخش بسطام، دهستان خرقان، روستای امیریه                                                | ۱۹۱۳۹     | ۱۳۸۶/۰۳/۰۳ |       |
| ۱۲۷  | حمام مزج دو                       |       | قاجاریه                        | شهرستان شاهرود، بخش بسطام، دهستان کلاته‌های غربی، روستای فرج                                           | ۱۹۱۴۰     | ۱۳۸۶/۰۳/۰۳ |       |
| ۱۲۸  | قلعه گریک                         |       | قرون ۴ تا۶ ه‍.ق                  | شهرستان شاهرود، بخش بیارجمند، دهستان بیارجمند، ۱۰ کیلومتری شمال روستای دستجرد                         | ۱۹۱۴۱     | ۱۳۸۶/۰۳/۰۳ |       |
| ۱۲۹  | حمام مزج یک                       |       | قاجاریه                        | شهرستان شاهرود، بخش بسطام، دهستان کلاته‌های غربی، روستای مزج                                           | ۱۹۱۴۲     | ۱۳۸۶/۰۳/۰۳ |       |
| ۱۳۰  | آب‌انبار مزج                       |       | قاجاریه                        | شهرستان شاهرود، بخش بسطام، دهستان کلاته‌های غربی، روستای مزج                                           | ۱۹۱۴۳     | ۱۳۸۶/۰۳/۰۳ |       |
| ۱۳۱  | مسجد آقایان                       |       | قاجاریه                        | شهرستان شاهرود، بخش میامی، شهر میامی                                                                  | ۱۹۱۴۴     | ۱۳۸۶/۰۳/۰۳ |       |
| ۱۳۲  | آب‌انبار میرزا احمد                |       | قاجاریه                        | شهرستان شاهرود، بخش بسطام، شهر بسطام، کمربندی شمال شهر، بافت قدیم                                     | ۱۹۱۴۵     | ۱۳۸۶/۰۳/۰۳ |       |
| ۱۳۳  | تپه باغستان                       |       | تاریخی                         | شهرستان شاهرود، بخش بیارجمند، دهستان خوارتوران، غرب روستای باغستان                                    | ۱۹۱۴۶     | ۱۳۸۶/۰۳/۰۳ |       |
| ۱۳۴  | مدرسه شاهرخیه                     |       | تیموری                         | شهرستان شاهرود، شهر بسطام، مجموعه تاریخی امام زاده، محمد وبایزید بسطامی                               | ۱۹۱۷۲     | ۱۳۸۶/۰۳/۰۳ |       |
| ۱۳۵  | تپه ارگ                           |       | اشکانی                         | شهرستان شاهرود، بخش بیارجمند، دهستان خوار توران، ۲۰۰ م غرب کلاته مطهری                                | ۱۹۱۷۳     | ۱۳۸۶/۰۳/۰۳ |       |
| ۱۳۶  | قلعه زرخت                         |       | ایلخانی                        | شهرستان شاهرود، بخش بیارجمند، دهستان خوارتوران، دو کیلومتری شرق روستای نووه                           | ۱۹۱۷۴     | ۱۳۸۶/۰۳/۰۳ |       |
| ۱۳۷  | تپه درخت سر                       |       | هزاره یک ق‌م                    | شهرستان شاهرود، بخش بیارجمند، دهستان خوارتوران، یک‌کم غرب روستای باغستان                               | ۱۹۱۷۵     | ۱۳۸۶/۰۳/۰۳ |       |
| ۱۳۸  | محوطه یکه ریگ                     |       | قرون ۳ تا ۷ ه‍.ق                 | شهرستان شاهرود، بخش بیارجمند، دهستان خوارتوران، ۳ کیلومتری شرق روستای کاریز                           | ۱۹۱۷۶     | ۱۳۸۶/۰۳/۰۳ |       |
| ۱۳۹  | تپه باغستان یک                    |       | اشکانی ـ ساسانی                | شهرستان شاهرود، بخش بیارجمند، دهستان خوارتوران، ۳۵۰ م جنوب غرب روستای باغستان                         | ۱۹۱۷۷     | ۱۳۸۶/۰۳/۰۳ |       |
| ۱۴۰  | تپه برج باغستان                   |       | ساسانی                         | شهرستان شاهرود، بخش بیارجمند، دهستان خوارتوران، یک کیلومتری جنوبغرب روستای باغستان                    | ۱۹۱۷۸     | ۱۳۸۶/۰۳/۰۳ |       |
| ۱۴۱  | قلعه کلاته مطهری                  |       | عصر آهن تا تاریخی              | شهرستان شاهرود، بخش بیارجمند، دهستان خوارتوران، ۹۰۰ م غرب کلاته مطهری                                 | ۱۹۱۷۹     | ۱۳۸۶/۰۳/۰۳ |       |
| ۱۴۲  | تپه شیخ با                        |       | قرون ۴ تا ۷ ه‍.ق                 | شهرستان شاهرود، بخش بیارجمند، دهستان خوارتوران، ۱/۵ کیلومتری شمال شرق روستای نووه                     | ۱۹۱۸۰     | ۱۳۸۶/۰۳/۰۳ |       |
| ۱۴۳  | قلعه تخت                          |       | ساسانی                         | شهرستان شاهرود، بخش بیارجمند، دهستان خوارتوران، دو کیلومتری جنوب روستای عشقوان                        | ۱۹۱۸۱     | ۱۳۸۶/۰۳/۰۳ |       |
| ۱۴۴  | تپه خرابده                        |       | قرون ۴ تا ۷ ه‍.ق                 | شهرستان شاهرود، بخش بیارجمند، روستای بیارجمند، حدود ۳ کیلومتری جنوب شرق بافت مسکونی بیارجمند          | ۱۹۱۸۲     | ۱۳۸۶/۰۳/۰۳ |       |
| ۱۴۵  | تپه تقمر یک                       |       | ساسانی                         | شهرستان شاهرود، بخش بیارجمند، دهستان خوارتوران، ۱۰۰ م جنوب غرب روستای تقمر                            | ۱۹۱۸۳     | ۱۳۸۶/۰۳/۰۳ |       |
| ۱۴۶  | تپه تقمر دو                       |       | ساسانی                         | شهرستان شاهرود، بخش بیارجمند، دهستان خوارتوران، ۲۰۰ م جنوب روستای تقمر                                | ۱۹۱۸۴     | ۱۳۸۶/۰۳/۰۳ |       |
| ۱۴۷  | تپه آسمانو                        |       | ساسانی                         | شهرستان شاهرود، کیلومتری ۳۰ جاده بیارجمند به شاهرود، مراتع آسمانو                                     | ۱۹۱۸۵     | ۱۳۸۶/۰۳/۰۳ |       |
| ۱۴۸  | مسجد جامع بسطام                   |       | قرن ۸ ه‍.ق                       | شهرستان شاهرود، بخش بسطام، شهر بسطام، جنوب مجموعه تاریخی امامزاده محمد و بایزید                       | ۲۰۲۴۱     | ۱۳۸۶/۰۸/۲۷ |       |
| ۱۴۹  | تپه خوریان III                    |       | پیش از تاریخ                   | شهرستان شاهرود، بخش مرکزی، دهستان دهملا، غرب روستای خوریان                                            | ۲۱۴۰۲     | ۱۳۸۶/۱۲/۰۷ |       |
| ۱۵۰  | تپه گل محمد شرقی                  |       | پیش ازتاریخ                    | شهرستان شاهرود، بخش مرکزی، دهستان دهملاء، غرب روستای خوریان                                           | ۲۱۴۰۳     | ۱۳۸۶/۱۲/۰۷ |       |
| ۱۵۱  | تپه الیکایی                       |       | پیش از تاریخ                   | شهرستان شاهرود، بخش بسطام، دهستان خرقان، غرب روستای الیکایی                                           | ۲۱۴۰۴     | ۱۳۸۶/۱۲/۰۷ |       |
| ۱۵۲  | تپه دره انجیل                     |       | قرون میانه اسلامی              | شهرستان شاهرود، بخش بسطام، دهستان خرقان، روستاب ابرسج                                                 | ۲۱۴۰۵     | ۱۳۸۶/۱۲/۰۷ |       |
| ۱۵۳  | تپه الیکایی سه                    |       | آهن                            | شهرستان شاهرود، بخش بسطام، دهستان خرقان، جنوب غرب روستای الیکایی                                      | ۲۱۴۰۶     | ۱۳۸۶/۱۲/۰۷ |       |
| ۱۵۴  | تپه پیرزمان آباد                  |       | تاریخی                         | شهرستان شاهرود، بخش بیارجمند، دهستان خوارتوران، ورودی روستای زمان آباد                                | ۲۱۴۰۷     | ۱۳۸۶/۱۲/۰۷ |       |
| ۱۵۵  | تپه الیکایی دو                    |       | عصر آهن                        | شهرستان شاهرود، بخش بسطام، دهستان خرقان، غرب روستای الیکایی                                           | ۲۱۴۰۸     | ۱۳۸۶/۱۲/۰۷ |       |
| ۱۵۶  | اورطی‌تپه                          |       | اشکانی                         | شهرستان شاهرود، بخش میامی، دهستان رضوان، جنوب روستای نام نیک                                          | ۲۱۴۰۹     | ۱۳۸۶/۱۲/۰۷ |       |
| ۱۵۷  | میل تپه                           |       | قرون میانه اسلامی              | شهرستان شاهرود، بخش مرکزی، دهستان دهملا، غرب روستای کلاته خان                                         | ۲۱۴۱۰     | ۱۳۸۶/۱۲/۰۷ |       |
| ۱۵۸  | تپه گورستان باغستان               |       | سلجوقی تا تیموری               | شهرستان شاهرورد، بخش بیارجمند، دهستان خوارتوران، جنوب غرب روستای باغستان                              | ۲۱۴۱۱     | ۱۳۸۶/۱۲/۰۷ |       |
| ۱۵۹  | تپه رضاآباد                       |       | قرون میانه اسلامی              | شهرستان شاهرود، بخش بیارجمند، دهستان خوارتوران، جنوب روستای رضاآباد                                   | ۲۱۴۱۲     | ۱۳۸۶/۱۲/۰۷ |       |
| ۱۶۰  | تپه حرحره                         |       | هزاره یک ق‌م                    | شهرستان شاهرود، بخش بیارجمند، دهستان بیارجمند، جنوب روستای دستجرد                                     | ۲۱۴۱۳     | ۱۳۸۶/۱۲/۰۷ |       |
| ۱۶۱  | تپه عطارو                         |       | قرون میانه اسلامی              | شهرستان شاهرود، بخش بیارجمند، دهستان خوارتوارن، غرب روستای ابوالحسنی                                  | ۲۱۴۱۴     | ۱۳۸۶/۱۲/۰۷ |       |
| ۱۶۲  | تپه خوریانIV                      |       | قرون میانه اسلامی              | شهرستان شاهرود، بخش مرکزی، دهستان دهملا، جنوب غرب روستای خوریان                                       | ۲۱۴۱۵     | ۱۳۸۶/۱۲/۰۷ |       |
| ۱۶۳  | تپه هواشناسی                      |       | آهن                            | شهرستان شاهرود، بخش بیارجمند، دهستان خوارتوران، روستای باغستان                                        | ۲۱۴۱۶     | ۱۳۸۶/۱۲/۰۷ |       |
| ۱۶۴  | تپه کلاته هیزمی I                 |       | هزاره یک ق‌م                    | شهرستان شاهرود، بخش بیارجمند، دهستان خوارتوران، روستای کلاته هیزمی                                    | ۲۱۴۱۷     | ۱۳۸۶/۱۲/۰۷ |       |
| ۱۶۵  | قلعه کهنه نردین                   |       | قرون میانه اسلامی              | شهرستان شاهرود، بخش میامی، دهستان نردین، شمال روستای نردین                                            | ۲۱۴۱۸     | ۱۳۸۶/۱۲/۰۷ |       |
| ۱۶۶  | قف خانه                           |       | پیش از تاریخ                   | شهرستان شاهرود، بخش مرکزی، دهستان دهملا، شمال غرب روستای خوریان                                       | ۲۱۴۱۹     | ۱۳۸۶/۱۲/۰۷ |       |
| ۱۶۷  | کولی تپه                          |       | قرون میانه اسلامی              | شهرستان شاهرود، بخش بسطام، دهستان خرقان، روستای خرقان                                                 | ۲۲۱۵۹     | ۱۳۸۶/۱۲/۲۶ |       |
| ۱۶۸  | قلعه عطارو                        |       | قرون میانه اسلامی              | شهرستان شاهرود، بخش بیارجمند، دهستان خوارتوران، غرب روستای ابوالحسنی                                  | ۲۲۱۶۰     | ۱۳۸۶/۱۲/۲۶ |       |
| ۱۶۹  | محوطه قهج                         |       | قرون میانه اسلامی              | شهرستان شاهرود، بخش بسطام، دهستان خرقان، شرق روستای قهج علیا                                          | ۲۲۱۶۱     | ۱۳۸۶/۱۲/۲۶ |       |
| ۱۷۰  | تپه داش خانه د                    |       | قرون میانه اسلامی              | شهرستان شاهرود، بخش میامی، دهستان نردین، روستای نردین                                                 | ۲۲۱۶۲     | ۱۳۸۶/۱۲/۲۶ |       |
| ۱۷۱  | تپه دوغی                          |       | قرون میانه اسلامی              | شهرستان شاهرود، بخش مرکز ی، دهستان حومه، غرب روستای تل                                                | ۲۲۱۶۳     | ۱۳۸۶/۱۲/۲۶ |       |
| ۱۷۲  | قلعه مهروشن                       |       | قرون میانه اسلامی              | شهرستان شاهرود، بخش میامی، دهستان کلاته‌های شرقی، جنوب غربی روستای پویه                                | ۲۲۱۶۴     | ۱۳۸۶/۱۲/۲۶ |       |
| ۱۷۳  | کهنه قلعه خرمان                   |       | قرون میانه اسلامی              | شهرستان شاهرود، بخش بسطام، دهستان خرقان، روستای خرقان                                                 | ۲۲۱۶۵     | ۱۳۸۶/۱۲/۲۶ |       |
| ۱۷۴  | محوطه کاربز                       |       | قرون میانه اسلامی              | شهرستان شاهرود، بخش بیارجمند، دهستان خوارتوران، شمال شرق روستای کاریز                                 | ۲۲۱۶۶     | ۱۳۸۶/۱۲/۲۶ |       |
| ۱۷۵  | قلعه دختر رضاآباد                 |       | قرون میانه اسلامی              | شهرستان شاهرود، بخش بیارجمند، دهستان خوارتوران، روستای رضااباد                                        | ۲۲۱۶۷     | ۱۳۸۶/۱۲/۲۶ |       |
| ۱۷۶  | قلعه کافران                       |       | قرون میانه اسلامی              | شهرستان شاهرود، بخش بسطام، دهستان خرقان، روستای ابرسج                                                 | ۲۲۱۶۸     | ۱۳۸۶/۱۲/۲۶ |       |
| ۱۷۷  | بند کلاته هیزمی                   |       | تاریخی                         | شهرستان شاهرود، بخش بیارجمند، دهستان خوارتوران، ۲۰۰ م جنوب روستای کلاته هیزمی                         | ۲۲۹۴۱     | ۱۳۸۷/۰۳/۰۷ |       |
| ۱۷۸  | محوطه دشت دانیال                  |       | قرون اولیه اسلامی              | شهرستان شاهرود، بخش میامی، دهستان رضوان، دو کیلومتری شمال روستای باغچه                                | ۲۲۹۴۲     | ۱۳۸۷/۰۳/۰۷ |       |

### شهرستان میامی
| ردیف | نام اثر                    | نگاره | دیرینگی   | موقعیت                                                | شمارهٔ ثبت | تاریخ ثبت  | منبع |
| ---- | -------------------------- | ----- | --------- | ----------------------------------------------------- | --------- | ---------- | ---- |
| ۱    | کاروان‌سرای جهان‌آباد (سپنج) |       | ایلخانیان | ۶۰ ک شمال شرق میامی روستای جهان‌آباد                   | ۲۸۱۳      | ۱۳۷۹/۰۷/۱۶ |      |
| ۲    | کاروان‌سرای صدرآباد         |       | صفویه     | شهرستان میامی، ۱۶۵ ک شرق شاهرود                       | ۲۸۱۱      | ۱۳۷۹/۰۷/۱۶ |      |
| ۳    | کاروان‌سرای الحاک           |       | صفویه     | شهرستان میامی، ۱۲۵ ک شرق شاهرود کنار باغ و قنات الحاک | ۲۸۱۲      | ۱۳۷۹/۰۷/۱۶ |      |

### شهرستان گرمسار
| ردیف | نام اثر                                 | نگاره | دیرینگی                                   | موقعیت | شمارهٔ ثبت | تاریخ ثبت  | منبع  |
| ---- | --------------------------------------- | ----- | ----------------------------------------- | --- | --------- | ---------- | ----- |
| ۱    | کاروانسرای شاه‌عباسی (دهنمک)             |       | صفویه                                     | ۷۲ کیلومتری سمنان، قریه دهنمک ۳۵°۱۵′۱۹″ شمالی ۵۲°۴۳′۵۲″ شرقی / ۳۵٫۲۵۵۲۸°شمالی ۵۲٫۷۳۱۱۱°شرقی                              | ۹۷۸       | ۱۳۵۳/۰۶/۰۴ | [ ۷ ] |
| ۲    | کاروان‌سرای شاه عباسی (قصر بهرام)        |       | صفویه                                     | شمال شرقی دریای نمک در جنوب گرمسا                                                                                        | ۱۰۵۹      | ۱۳۵۴/۰۲/۱۳ |       |
| ۳    | کاروان‌سرای شاه عباسی ایوانکی            |       | صفویه                                     | ایوانکی حدود یک کیلومتری جنوب شهر                                                                                        | ۱۷۶۳      | ۱۳۷۵/۰۸/۱۶ |       |
| ۴    | مجموعه امامزاده علی‌اکبر                 |       | ایلخانیان ـ قاجاریه                       | جنوب خط راه‌آهن گرمساربه سمنان                                                                                            | ۲۱۶۰      | ۱۳۷۷/۰۸/۲۰ |       |
| ۵    | خانه باقری                              |       | اواخر قاجار                               | تقریباً در مرکز شهر گرمسار قرار گرفته است.                                                                                | ۲۳۱۴      | ۱۳۷۸/۰۲/۱۴ |       |
| ۶    | امامزاده شاه نظر                        |       | قاجاریه                                   | شهرستان گرمسار، مرکز شهر آرادان، روی تپه آرادان                                                                          | ۳۵۴۶      | ۱۳۷۹/۱۲/۲۵ |       |
| ۷    | بازار آرادان                            |       | قاجاریه                                   | شهرستان گرمسار، مرکز شهر آرادان                                                                                          | ۳۵۴۹      | ۱۳۷۹/۱۲/۲۵ |       |
| ۸    | آب‌انباربزرگ گرمسار                      |       | قاجاریه                                   | اشهر گرمسار، مجاور مسجد جامع                                                                                             | ۳۷۸۹      | ۱۳۸۰/۰۶/۱۲ |       |
| ۹    | تپه مش حسن                              |       | پیش از تاریخ                              | شهرستان گرمسار، بخش ایوانکی، جنوب شرقی روستای گلستانک                                                                    | ۳۹۵۱      | ۱۳۸۰/۰۷/۱۰ |       |
| ۱۰   | قره تپه حسن‌آباد                         |       | تاریخی                                    | ۳/۵ کیلومتری جنوب غرب گرمسار، جنوب غرب روستای حسین‌آباد                                                                   | ۴۲۵۰      | ۱۳۸۰/۰۹/۰۵ |       |
| ۱۱   | تپه نورالدین‌آباد                        |       | پیش از تاریخ                              | شهرستان گرمسار، دو کیلومتری جنوب روستای شه سفید                                                                          | ۴۲۵۲      | ۱۳۸۰/۰۹/۰۵ |       |
| ۱۲   | مگس تپه                                 |       | تاریخی                                    | شهرستان گرمسار، دهستان حومه کردوان غرب روستای مگس تپه                                                                    | ۴۲۵۳      | ۱۳۸۰/۰۹/۰۵ |       |
| ۱۳   | تپه سعدآباد شماره یک                    |       | اسلامی                                    | شهرستان گرمسار، بخش مرکزی، دهستان کردوان، حدود ۵۰۰ م جنوب غرب روستای سعد آباد                                            | ۴۶۵۲      | ۱۳۸۰/۱۰/۱۱ |       |
| ۱۴   | تپه سعدآباد شماره ۲                     |       | هزاره یک ق‌م                               | شهرستان گرمسار، بخش مرکزی، دهستان کردوان، حدود دو کیلومتری جنوب شرق روستای سعد آباد                                      | ۴۶۵۳      | ۱۳۸۰/۱۰/۱۱ |       |
| ۱۵   | تپه سعدآباد شماره ۳                     |       | تاریخی ـ اسلامی                           | شهرستان گرمسار، بخش مرکزی، دهستان کردوان، حدود ۳ کیلومتری جنوب شرق روستای سعد آباد                                       | ۴۶۵۴      | ۱۳۸۰/۱۰/۱۱ |       |
| ۱۶   | تپه سنرد                                |       | اسلامی                                    | شهرستان گرمسار، بخش مرکزی، دهستان بحران، غرب روستای سزد                                                                  | ۴۶۵۵      | ۱۳۸۰/۱۰/۱۱ |       |
| ۱۷   | تپه ملک‌آباد                             |       | تاریخی ـ اسلامی                           | شهرستان گرمسار، بخش مرکزی، دهستان بحران، حدود ۱/۵ کیلومتری جنوب غرب روستای شاروزن پائین                                  | ۴۶۵۶      | ۱۳۸۰/۱۰/۱۱ |       |
| ۱۸   | کوشک معتمدی                             |       | پهلوی اول                                 | استان سمنان، دو کیلومتری شرق شهرستان گرمسار، محلی بنام نه حصار                                                           | ۴۹۵۲      | ۱۳۸۰/۱۲/۱۹ |       |
| ۱۹   | آب‌انبارمسیرامامزادگان اسماعیل شمس الدین |       | قاجاریه                                   | حاشیه شمال غربی شهرستان گرمسار                                                                                           | ۵۶۲۸      | ۱۳۸۰/۱۲/۲۵ |       |
| ۲۰   | آب‌انبار علی‌آباد                         |       | قاجاریه                                   | شهرستان گرمسار، ۲۰ کیلومتری شرق جاده گرمسار به سمنان روستای علی‌آباد                                                      | ۵۶۳۰      | ۱۳۸۰/۱۲/۲۵ |       |
| ۲۱   | آب‌انبار سردره                           |       | قاجاریه                                   | حدود ۲۰ کیلومتری غرب شهرستان گرمسار مجاور جاده گرمسار تهران، منطقه سردره                                                 | ۵۶۳۱      | ۱۳۸۰/۱۲/۲۵ |       |
| ۲۲   | آب‌انبار چهار قشلاق                      |       | قاجاریه                                   | گرمسار، ۵ کیلومتری جنوب شرقی گرمسار، روستای چهارقشلاق                                                                    | ۵۶۳۹      | ۱۳۸۰/۱۲/۲۵ |       |
| ۲۳   | مجموعه کارخانه و انبار پنبه             |       | پهلوی                                     | شهرستان گرمسار، بخش مرکزی، دهستان لجران                                                                                  | ۵۶۴۱      | ۱۳۸۰/۱۲/۲۵ |       |
| ۲۴   | آرامگاه امامزاده محمد                   |       | قاجاریه                                   | شهرستان گرمسار، ۱۰ کیلومتری شمال ایوانکی، روستای کرک                                                                     | ۵۶۴۵      | ۱۳۸۰/۱۲/۲۵ |       |
| ۲۵   | بقعه امامزادگان شمس‌الدین و اسماعیل      |       | قاجاریه                                   | ۳ کیلومتری حاشیه شمال غربی شهرستان گرمسار                                                                                | ۵۶۴۷      | ۱۳۸۰/۱۲/۲۵ |       |
| ۲۶   | مسجد جامع و حسینیه آرادان               |       | قاجاریه                                   | ۲۰ کیلومتری شرق شهرستان گرمسار، شهر آرادان، مجاور امامزاده شاه نظر                                                       | ۵۶۴۸      | ۱۳۸۰/۱۲/۲۵ |       |
| ۲۷   | مجموعه شرکت تعاونی روستایی داورآباد     |       | اواخر قاجار ـ اوایل پهلوی                 | شرق شهرستان گرمسار، روستای داورآباد                                                                                      | ۵۶۵۲      | ۱۳۸۰/۱۲/۲۵ |       |
| ۲۸   | جاده سنگ‌فرش سیاه‌کوه                     |       | صفویه                                     | جنوب شهرستان گرمسار، دشت کویر نمک، منطقه سیاه کوه                                                                        | ۵۶۵۳      | ۱۳۸۰/۱۲/۲۵ |       |
| ۲۹   | امامزاده عاقب                           |       | قاجاریه                                   | شهرستان گرمسار، حاشیه شهر ایوانکی، جنب مزار شهدا                                                                         | ۵۶۵۹      | ۱۳۸۰/۱۲/۲۵ |       |
| ۳۰   | آرامگاه امامزاده عبدالرحمن              |       | قاجاریه                                   | ۳ کیلومتری جنوب غربی گرمسار، روستای کوشک                                                                                 | ۵۶۶۰      | ۱۳۸۰/۱۲/۲۵ |       |
| ۳۱   | آب‌انبار آرادان                          |       | قاجاریه                                   | شهرستان گرمسار، بافت شهری آرادان                                                                                         | ۵۶۶۲      | ۱۳۸۰/۱۲/۲۵ |       |
| ۳۲   | امامزاده علی اسماعیل                    |       | قاجار                                     | شهرستان گرمسار، حاشیه شهر ایوانکی، مجاور امامزاده عاقب                                                                   | ۵۶۶۵      | ۱۳۸۰/۱۲/۲۵ |       |
| ۳۳   | بقعه امامزاده خلیل‌الله (ع)              |       | قاجار                                     | ۱۵ کیلومتری شرق شهرستان گرمسار، خارج بافت شهری آرادان                                                                    | ۵۶۶۶      | ۱۳۸۰/۱۲/۲۵ |       |
| ۳۴   | بقعه امامزاده یحیی (ع)                  |       | قاجاریه                                   | جنوب شهرستان گرمسار، روستای محله باغ خارج بافت روستایی                                                                   | ۵۶۷۱      | ۱۳۸۰/۱۲/۲۵ |       |
| ۳۵   | قلعه استاناوند ناروهه                   |       | اسماعیلیان                                | ۸ کیلومتری شمال شرق گرمسار شمال روستای ناروهه                                                                            | ۵۸۰۸      | ۱۳۸۱/۰۳/۲۵ |       |
| ۳۶   | قلعه ظهرآباد خاک تپه                    |       | تاریخی ـ اسلامی                           | شهرستان گرمسار، ۱۵ کیلومتری شمال بخش ایوانکی دو کیلومتری روستای خاک تپه                                                  | ۵۸۰۹      | ۱۳۸۱/۰۳/۲۵ |       |
| ۳۷   | مسجد امام حسین                          |       | قاجاریه                                   | استان سمنان، شهرستان گرمسار، میدان امام، محله حاجی                                                                       | ۵۸۱۰      | ۱۳۸۱/۰۳/۲۵ |       |
| ۳۸   | قلعه پاده                               |       | تاریخی ـ اسلامی                           | استان سمنان، شهرستان گرمسار، بخش آرادان، روستای پاده                                                                     | ۵۸۱۱      | ۱۳۸۱/۰۳/۲۵ |       |
| ۳۹   | تپه محمودآباد اسدی گرمسار               |       | هزاره یک ق‌م ـ اسلامی                      | شهرستان گرمسار، بخش مرکزی، دهستان کردوان، ۱۰ کیلومتری جنوب شرق حدود ۲/۵ کیلومتری جنوب شرق روستای م                       | ۵۸۱۲      | ۱۳۸۱/۰۳/۲۵ |       |
| ۴۰   | آب‌انبار دهنمک                           |       | قاجاریه                                   | شهرستان گرمسار، بخش آرادان، دهستان کهن آباد، روستای دهنمک                                                                | ۵۸۱۳      | ۱۳۸۱/۰۳/۲۵ |       |
| ۴۱   | تپه دراز جوادآباد گرمسار                |       | هزاره یک ق‌م                               | ۸/۵ کیلومتری جنوب شرق گرمسار، ۲۰۰ متری غرب روستای جوادآباد                                                               | ۵۸۱۴      | ۱۳۸۱/۰۳/۲۵ |       |
| ۴۲   | قلعه خرابه شهرنه حصار گرمسار            |       | تاریخی ـ اسلامی                           | ۱/۵ کیلومتری جنوب شرق گرمسار و حدود ۵۰۰ متری شرق نه حصار                                                                 | ۵۸۱۵      | ۱۳۸۱/۰۳/۲۵ |       |
| ۴۳   | تپه چند آب گرمسار                       |       | تاریخی ـ اسلامی                           | شهرستان گرمسار، یک کیلومتری جنوب غرب چندآب، ۲۵ کیلومتری شمالغرب ایوانکی                                                  | ۵۸۱۶      | ۱۳۸۱/۰۳/۲۵ |       |
| ۴۴   | تپه علی‌آباد باقری سنرد گرمسار           |       | اواخر هزاره دو ق‌م ـ اوایل هزاره یک ق‌م     | ۱۱/۵ کیلومتری جنوب شهر گرمسار و حدود ۴/۵ کیلومتری جنوب روستای سنرد                                                       | ۵۸۱۷      | ۱۳۸۱/۰۳/۲۵ |       |
| ۴۵   | تپه امامزاده ذوالفقار گرمسار            |       | پیش از تاریخ ـ اسلامی                     | شهرستان گرمسار، شرق روستای امامزاده ذوالفقار                                                                             | ۵۸۱۸      | ۱۳۸۱/۰۳/۲۵ |       |
| ۴۶   | تپه گیس ایوانکی گرمسار                  |       | تاریخی ـ اسلامی                           | شهرستان گرمسار، حدود ۴ کیلومتری جنوب غرب ایوانکی                                                                         | ۵۸۱۹      | ۱۳۸۱/۰۳/۲۵ |       |
| ۴۷   | یخچال دهنمک                             |       | قاجاریه                                   | منتهی الیه شرقی محدوده شهرستان گرمسار، روستای دهنمک                                                                      | ۵۸۲۰      | ۱۳۸۱/۰۳/۲۵ |       |
| ۴۸   | یخچال یاتری                             |       | قرون متأخر اسلامی                         | شهرستان گرمسار، بخش آرادان، دهستان داورآباد، روستای یاتری سفلی، سمت راست                                                 | ۱۹۹۵۲     | ۱۳۸۶/۰۸/۲۲ |       |
| ۴۹   | آب‌انبار پاده                            |       | قاجاریه                                   | شهرستان گرمسار، بخش آرادان، دهستان داورآباد، روستای پاده، بعد از قلعه پاده                                               | ۱۹۹۵۳     | ۱۳۸۶/۰۸/۲۲ |       |
| ۵۰   | آب‌انبار شه سفید                         |       | قاجاریه                                   | شهرستان گرمسار، بخش مرکزی، دهستان حومه، روستای شه سفید، بعد از مسجد روستا                                                | ۱۹۹۵۴     | ۱۳۸۶/۰۸/۲۲ |       |
| ۵۱   | امامزاده ابراهیم                        |       | قرون متأخر اسلامی                         | شهرستان گرمسار، بخش ایوانکی، شهرایوانکی حاشیه شهر بعد از گلزار شهدا                                                      | ۲۰۱۵۶     | ۱۳۸۶/۰۸/۲۲ |       |
| ۵۲   | یخچال پاده                              |       | قرون متأخر اسلامی                         | شهرستان گرمسار، بخش آرادان، دهستان داور آباد، روستای پاده، بعد از امامزاده ابوسعید                                       | ۲۰۱۵۷     | ۱۳۸۶/۰۸/۲۲ |       |
| ۵۳   | موزه قلعه یاتری                         |       | قاجاریه                                   | شهرستان گرمسار، بخش آرادان، دهستان داورآباد، روستای یاتری مرکز روستا                                                     | ۲۰۱۵۸     | ۱۳۸۶/۰۸/۲۲ |       |
| ۵۴   | آب‌انبار رستم‌آباد                        |       | قرون متأخر اسلامی                         | شهرستان گرمسار، بخش آرادان، دهستان کهن آباد، روستای رستم‌آباد، نرسیده به مسجد                                             | ۲۰۱۵۹     | ۱۳۸۶/۰۸/۲۲ |       |
| ۵۵   | آب‌انبار کهن‌آباد                         |       | قاجاریه                                   | شهرستان گرمسار، بخش آرادان، دهستان کهن آباد، روستای کهن آباد، بعد از میدان، جنب بانک                                     | ۲۰۱۶۰     | ۱۳۸۶/۰۸/۲۲ |       |
| ۵۶   | آب‌انبار قاطول                           |       | قرون متأخر اسلامی                         | شهرستان گرمسار، بخش مرکزی، دهستان حومه، روستای قاطول                                                                     | ۲۰۱۶۱     | ۱۳۸۶/۰۸/۲۲ |       |
| ۵۷   | آب‌انبار امامزاده علی‌اکبر                |       | پهلوی دوم                                 | شهرستان گرمسار، بخش آرادان، دهستان داور آباد، روستای امامزاده علی اکبر، داخل محوطه امامزاده                              | ۲۰۱۶۲     | ۱۳۸۶/۰۸/۲۲ |       |
| ۵۸   | آب‌انبار قلعه خرابه                      |       | قرون متأخر اسلامی                         | شهرستان گرمسار، بخش آرادان، دهستان یاتری، روستای اسلام‌آباد، کنار جاده، سمت راست                                          | ۲۰۱۶۳     | ۱۳۸۶/۰۸/۲۲ |       |
| ۵۹   | یخچال شه سفید                           |       | قرون متأخر اسلامی                         | شهرستان گرمسار، بخش مرکزی، دهستان حومه، روستای شه سفید بعد از روستا سمت راست                                             | ۲۰۱۶۴     | ۱۳۸۶/۰۸/۲۲ |       |
| ۶۰   | امامزاده ابوسعید                        |       | قرون متأخر اسلامی                         | شهرستان گرمسار، بخش آرادان، دهستان یاتری، روستای پاده، انتهای روستای بعد از تکیه                                         | ۲۰۱۶۵     | ۱۳۸۶/۰۸/۲۲ |       |
| ۶۱   | یخچال کردوان                            |       | قاجاریه                                   | شهرستان گرمسار، بخش مرکزی، دهستان حومه، ابتدای روستای کردوان                                                             | ۲۰۱۶۶     | ۱۳۸۶/۰۸/۲۲ |       |
| ۶۲   | یخچال قاطول                             |       | قرون متأخر اسلامی                         | شهرستان گرمسار، بخش مرکزی، دهستان حومه، روستای قاطول                                                                     | ۲۰۱۶۷     | ۱۳۸۶/۰۸/۲۲ |       |
| ۶۳   | آب‌انبار ریکان                           |       | قاجاریه                                   | شهرستان گرمسار، بخش مرکزی، دهستان حومه، روستای ریکان                                                                     | ۲۰۱۶۸     | ۱۳۸۶/۰۸/۲۲ |       |
| ۶۴   | آب‌انبار کوشک۱                           |       | پهلوی دوم                                 | شهرستان گرمسار، بخش مرکزی، دهستان کوشک، روستای کوشک                                                                      | ۲۰۱۶۹     | ۱۳۸۶/۰۸/۲۲ |       |
| ۶۵   | آب‌انبار کوشک ۲                          |       | پهلوی دوم                                 | شهرستان گرمسار، بخش مرکزی، دهستان کوشک، روستای کوشک                                                                      | ۲۰۱۷۰     | ۱۳۸۶/۰۸/۲۲ |       |
| ۶۶   | یخچال ریکان                             |       | قاجاریه                                   | شهرستان گرمسار، بخش مرکزی، دهستان حومه، روستای ریکان                                                                     | ۲۰۲۳۷     | ۱۳۸۶/۰۸/۲۷ |       |
| ۶۷   | یخچال قاطول                             |       | قاجاریه                                   | شهرستان گرمسار، بخش مرکزی، دهستان حومه، روستای قاطول                                                                     | ۲۰۲۳۸     | ۱۳۸۶/۰۸/۲۷ |       |
| ۶۸   | امامزاده پنج‌تن (گرمسار)                 |       | قاجاریه                                   | شهرستان گرمسار، بخش مرکزی، دهستان حومه، روستای فند                                                                       | ۲۰۲۳۹     | ۱۳۸۶/۰۸/۲۷ |       |
| ۶۹   | امامزاده سلطان مراد                     |       | قاجاریه                                   | شهرستان گرمسار، بخش مرکزی، دهستان حومه، روستای کردوان                                                                    | ۲۰۲۴۲     | ۱۳۸۶/۰۸/۲۷ |       |
| ۷۰   | امامزاده ذوالفقار                       |       | قاجاریه                                   | شهرستان گرمسار، بخش آرادان، دهستان یاتری، شرق روستای امامزاده ذوالفقار                                                   | ۲۰۲۴۳     | ۱۳۸۶/۰۸/۲۷ |       |
| ۷۱   | آب‌انبار نه حصار                         |       | قاجاریه                                   | شهرستان گرمسار، بخش مرکزی، دهستان حومه، کنار جاده روستای نه حصار                                                         | ۲۰۲۴۴     | ۱۳۸۶/۰۸/۲۷ |       |
| ۷۲   | آب‌انبار کردوان                          |       | قاجاریه                                   | شهرستان گرمسار، بخش مرکزی، دهستان حومه، روستای کردوان                                                                    | ۲۰۲۴۵     | ۱۳۸۶/۰۸/۲۷ |       |
| ۷۳   | قلعه شرقی سردره                         |       | تاریخی ـ اسلامی                           | شهرستان گرمسار، بخش ایوانکی، شهر ایوانکی، ۱۰ کیلومتری جنوب شرق شهر ایوانکی                                               | ۲۶۰۴۴     | ۱۳۸۷/۱۲/۲۶ |       |
| ۷۴   | تپه پیش از تاریخ سردره                  |       | پیش از تاریخ                              | شهرستان گرمسار، بخش ایوانکی، شهر ایوانکی، ۲۰ م غرب قلعه شرقی سردره                                                       | ۲۶۰۴۵     | ۱۳۸۷/۱۲/۲۶ |       |
| ۷۵   | مسجد حاج نبی                            |       | قاجاریه                                   | شهرستان گرمسار، بخش ایوانکی، شهر ایوانکی، ضلع جنوبی خیابان اصلی شهر، ک شهید غلامرضا ایوانکی                              | ۲۶۰۴۶     | ۱۳۸۷/۱۲/۲۶ |       |
| ۷۶   | امامزاده چهل تن                         |       | قرن ۱۰ و ۱۱ ه‍.ق                            | شهرستان گرمسار، بخش ایوانکی، دهستان ایوانکی، جنوب روستای چنداب                                                           | ۲۶۰۴۷     | ۱۳۸۷/۱۲/۲۶ |       |
| ۷۷   | امامزاه محمد                            |       | قرن ۸ و ۹ ق                               | شهرسان گرمسار، بخش ایوانکی، دهستان ایوانکی، مرکز روستای چنداب                                                            | ۲۶۰۴۸     | ۱۳۸۷/۱۲/۲۶ |       |
| ۷۸   | گورستان تاریخی چنداب                    |       | قرون میانه اسلامی                         | شهرستان گرمسار، بخش ایوانکی، دهستان ایوانکی، ۱۵ کیلومتری جاده آسفالته شهر ایوانکی به روستای چنداب، جنوب غرب روستای چنداب | ۲۶۰۴۹     | ۱۳۸۷/۱۲/۲۶ |       |
| ۷۹   | برج آرامگاهی روستای چنداب               |       | قرون میانه اسلامی                         | شهرستان گرمسار، بخش ایوانکی، دهستان ایوانکی، ۱/۲ کیلومتری جنوب غرب روستای چنداب                                          | ۲۶۰۵۰     | ۱۳۸۷/۱۲/۲۶ |       |
| ۸۰   | قلعه سیاه تپه                           |       | تاریخی ـ قرون اولیه اسلامی                | شهرستان گرمسار، بخش ایوانکی، دهستان ایوانکی، ۲۱ کیلومتری جاده آسفالته ایوانکی، به جنوب و جنوب غرب روستای شور قاضی،       | ۲۶۰۵۱     | ۱۳۸۷/۱۲/۲۶ |       |
| ۸۱   | قلعه پیرزن                              |       | قرون اولیه اسلامی                         | شهرستان گرمسار، بخش ایوانکی، ۲۰ کیلومتری جنوب شهر ایوانکی، ۲۰۰ م شمال روستای شور قاضی                                    | ۲۶۰۵۲     | ۱۳۸۷/۱۲/۲۶ |       |
| ۸۲   | کوره کول پزی                            |       | قاجاریه                                   | شهرستان گرمسار، بخش ایوانکی، دهستان ایوانکی، شرق جاه آسفالته شهر ایوانکی به روستای چشمه نادی                             | ۲۶۰۵۳     | ۱۳۸۷/۱۲/۲۶ |       |
| ۸۳   | قلعه یا رباط ماری                       |       | اواخر تاریخی تا سلجوقی                    | شهرستان گرمسار، ۷/۶ کیلومتری جنوب غرب شهر ایوانکی، جنوب کاروانسرای شاه عباسی                                             | ۲۶۰۵۴     | ۱۳۸۷/۱۲/۲۶ |       |
| ۸۵   | محوطه قلعه پائین                        |       | تاریخی ـ اسلامی                           | شهرستان گرمسار، ۳۰۰ م غرب جاده ایوانکی، ۵۰۰ م ضلع جنوب شرقی کاروانسرای شاه عباسی                                         | ۲۶۰۵۵     | ۱۳۸۷/۱۲/۲۶ |       |
| ۸۶   | پل پهلوی ایوانکی                        |       | پهلوی                                     | شهرستان گرمسار، بخش ایوانکی، مرکز شهر ایوانکی                                                                            | ۲۶۰۵۶     | ۱۳۸۷/۱۲/۲۶ |       |
| ۸۷   | آسیاب‌آبی کرک                            |       | قرن ۹ و ۱۰ ه‍.ق                             | شهرستان گرمسار، بخش ایوانکی، دهستان ایوانکی، روستای کرک                                                                  | ۲۶۰۵۷     | ۱۳۸۷/۱۲/۲۶ |       |
| ۸۸   | آب‌انبار روستای احمدآباد                 |       | پهلوی دوم                                 | شهرستان گرمسار، بخش ایوانکی، دهستان ایوانکی، روستای احمدآباد                                                             | ۲۶۰۵۸     | ۱۳۸۷/۱۲/۲۶ |       |
| ۸۹   | قلعه کافر                               |       | قرون میانه و متاخر اسلامی                 | شهرستان گرمسار، بخش ایوانکی، دهستان ایوانکی، روستای دزک، ارتفاعات جنوب روستا، ۵۵۰ م جنوب حمام تاریخی روستای دزک          | ۲۶۰۵۹     | ۱۳۸۷/۱۲/۲۶ |       |
| ۹۰   | تپه‌هاشمک                                |       | تاریخی ـ اسلامی                           | شهرستان گرمسار، بخش ایوانکی، دهستان ایوانکی، روستای احمدآباد، ۱۵ کیلومتری شمال شهر ایوانکی، شمال شرق روستای احمدآباد     | ۲۶۰۶۰     | ۱۳۸۷/۱۲/۲۶ |       |
| ۹۱   | کارگاه تهیه گوگرد                       |       | قاجاریه                                   | شهرستان گرمسار، بخش ایوانکی، شهر ایوانکی، انتهای شمال شرق دشت ایوانکی                                                    | ۲۶۰۶۱     | ۱۳۸۷/۱۲/۲۶ |       |
| ۹۲   | معماری دست کن سردره                     |       | قاجاریه                                   | شهرستان گرمسار، بخش ایوانکی، شهر ایوانکی، دشت سردره، غرب جاده تهران به مشهد، جنب آب انبار سردره                          | ۲۶۰۶۲     | ۱۳۸۷/۱۲/۲۶ |       |
| ۹۳   | آسیاب آبی شماره دو ایوانکی              |       | قرون متاخر اسلامی                         | شهرستان گرمسار، بخش ایوانکی، شمال شهر ایوانکی، شرق مسیل رودخانه فصلی شهر                                                 | ۲۶۰۶۳     | ۱۳۸۷/۱۲/۲۶ |       |
| ۹۴   | آسیاب آبی شماره سه ایوانکی              |       | قرن ۱۱ و ۱۲ ه‍.ق                            | شهرستان گرمسار، بخش ایوانکی، شهر ایوانکی، ۵۰ م شرق بنای قهوه‌خانه امیری در شمال غرب شهر ایوانکی                           | ۲۶۰۶۴     | ۱۳۸۷/۱۲/۲۶ |       |
| ۹۵   | کوره آجرپزی سنتی (گرمسار)               |       | قاجاریه                                   | شهرستان گرمسار، بخش ایوانکی، غرب شهر ایوانکی، طرفین خ شهید بهشتی                                                         | ۲۶۰۶۵     | ۱۳۸۷/۱۲/۲۶ |       |
| ۹۶   | حمام قلعه کافر                          |       | قرون میانه اسلامی                         | شهرستان گرمسار، بخش ایوانکی، دهستان ایوانکی، دامنه شمالی رشته کوه جنوب روستای دزک، شمال مسیل رودخانه شور                 | ۲۶۰۶۶     | ۱۳۸۷/۱۲/۲۶ |       |
| ۹۷   | قلعه راهداری کرک                        |       | قرن ۱۰ تا ۱۱ ق                            | شهرستان گرمسار، بخش ایوانکی، دهستان ایوانکی، ۷۰۰ م شمال روستای کرک                                                       | ۲۶۰۶۷     | ۱۳۸۷/۱۲/۲۶ |       |
| ۹۸   | دبستان ثنایی                            |       | پهلوی                                     | شهرستان گرمسار، مرکز شهر ایوانکی، شرق پل پهلوی، شمال خیابان اصلی و مرکزی شهر ایوانکی                                     | ۲۶۰۶۸     | ۱۳۸۷/۱۲/۲۶ |       |
| ۹۹   | آسیاب‌آبی شماره ۵ ایوانکی                |       | قاجاریه                                   | شهرستان گرمسار، بخش ایوانکی، ۳۰۰ م غرب جاده شهر ایوانکی به دماوند                                                        | ۲۶۰۶۹     | ۱۳۸۷/۱۲/۲۶ |       |
| ۱۰۰  | آسیاب‌آبی شماره ۶ ایوانکی                |       | قاجاری                                    | شهرستان گرمسار، بخش ایوانکی، ۸۰ م شمال جاده آسفالته شهر ایوانکی به دماوند پیچ کلچم                                       | ۲۶۰۷۰     | ۱۳۸۷/۱۲/۲۶ |       |
| ۱۰۱  | آسیاب‌آبی شماره ۱                        |       | قاجاریه                                   | شهرستان گرمسار، بخش ایوانکی، غرب رودخانه اصلی شهر ایوانکی، داخل زمین‌های مزروعی جنوب شهر ایوانکی                          | ۲۶۰۷۱     | ۱۳۸۷/۱۲/۲۶ |       |
| ۱۰۲  | امامزاده خوشنام                         |       | قرون میانه اسلامی                         | شهرستان گرمسار، بخش ایوانکی، دهستان ایوانکی، ۶/۳ کیلومتری شمال شرق روستای بهورد                                          | ۲۶۰۷۲     | ۱۳۸۷/۱۲/۲۶ |       |
| ۱۰۳  | برج و بارو شهر ایوانکی                  |       | قاجاریه                                   | شهرستان گرمسار، بخش ایوانکی، حصار شهر ایوانکی                                                                            | ۲۶۰۷۳     | ۱۳۸۷/۱۲/۲۶ |       |
| ۱۰۴  | قهوه‌خانه حاج رجب                        |       | پهلوی                                     | شهرستان گرمسار، بخش ایوانکی، میان خیابان شهید بهشتی شهر ایوانکی و جاده تهران، مشهد                                       | ۲۶۰۷۴     | ۱۳۸۷/۱۲/۲۶ |       |
| ۱۰۵  | معماری جبهه غربی قلعه سردره             |       | قرون ۶ و ۷ ه‍.ق                             | شهرستان گرمسار، بخش ایوانکی، شهر ایوانکی، ۱۵۰ م جنوب غربی محوطه باستانی سردره                                            | ۲۶۰۷۵     | ۱۳۸۷/۱۲/۲۶ |       |
| ۱۰۶  | آسیاب آبی شماره چهار ایوانکی            |       | قاجاریه                                   | شهرستان گرمسار، بخش ایوانکی، شمال غرب شهر ایوانکی، شمال پل اصلی جاده تهران، مشهد                                         | ۲۶۰۷۶     | ۱۳۸۷/۱۲/۲۶ |       |
| ۱۰۷  | بنای تاریخی سردره                       |       | قرن ۵ و ۶ ه‍.ق                              | شهرستان گرمسار، بخش ایوانکی، شهر ایوانکی، ۲۰۰ م شمال شرق آب انبار سردره                                                  | ۲۶۰۷۷     | ۱۳۸۷/۱۲/۲۶ |       |
| ۱۰۹  | میان راهی سردره                         |       | قاجاریه                                   | شهرستان گرمسار، بخش ایوانکی، شهر ایوانکی، غرب جاده تهران، مشهد                                                           | ۲۶۰۷۸     | ۱۳۸۷/۱۲/۲۶ |       |
| ۱۱۰  | مجتمع دامداری روستای حسین‌آباد           |       | قاجاریه                                   | شهرستان گرمسار، بخش ایوانکی، دهستان ایوانکی، جنوبغرب روستای حسین‌آباد                                                     | ۲۶۰۷۹     | ۱۳۸۷/۱۲/۲۶ |       |
| ۱۱۱  | قلعه اسکن                               |       | قرون اولیه اسلامی                         | شهرستان گرمسار، بخش ایوانکی، دهستان ایوانکی، ۱۴ کیلومتری شمال روستای چنداب                                               | ۲۶۰۸۰     | ۱۳۸۷/۱۲/۲۶ |       |
| ۱۱۲  | یخچال‌حاج نعمت قاسمی                     |       | قاجاریه                                   | شهرستان گرمسار، بخش ایوانکی، جنوب شهر ایوانکی، ۱۵۰ م غرب مسیر رودخانه شمالی جنوبی شهر                                    | ۲۶۰۸۱     | ۱۳۸۷/۱۲/۲۶ |       |
| ۱۱۳  | حمام روستای دزک                         |       | قاجاریه                                   | شهرستان گرمسار، بخش ایوانکی، دهستان ایوانکی، شرق روستای دزک                                                              | ۲۶۰۸۲     | ۱۳۸۷/۱۲/۲۶ |       |
| ۱۱۴  | آسیاب بادی روستای دزک                   |       | قرن ۹ و ۱۰ ق                              | شهرستان گرمسار، بخش ایوانکی، دهستان ایوانکی، غرب روستای دزک                                                              | ۲۶۰۸۳     | ۱۳۸۷/۱۲/۲۶ |       |
| ۱۱۵  | امامزاه اسحاق (ع)                       |       | قرون متاخر اسلامی                         | شهرستان گرمسار، بخش ایوانکی، دهستان ایوانکی، مرکز روستای کرک                                                             | ۲۶۰۸۴     | ۱۳۸۷/۱۲/۲۶ |       |
| ۱۱۶  | محوطه کوه چهل دختران                    |       | پیش از تاریخ ـ تاریخی ـ قرون اولیه اسلامی | شهرستان گرمسار، بخش ایوانکی، دهستان ایوانکی، شرق روستای کرک و مسیل رودخانه                                               | ۲۶۰۸۵     | ۱۳۸۷/۱۲/۲۶ |       |
| ۱۱۷  | قلعه نارنجی                             |       | ۹ و ۱۰ ق                                  | شهرستان گرمسار، بخش ایوانکی، دهستان ایوانکی، شرق روستای احمدآباد                                                         | ۲۶۰۸۶     | ۱۳۸۷/۱۲/۲۶ |       |
| ۱۱۸  | قهوه‌خانه امیری                          |       | پهلوی                                     | شهرستان گرمسار، بخش ایوانکی، شمال غرب شهر ایوانکی، ۱۰۰ م شمال غرب پل اصلی جاده تهران، مشهد                               | ۲۶۰۸۷     | ۱۳۸۷/۱۲/۲۶ |       |
| ۱۱۹  | تپه باستانی گال                         |       | تاریخی ـ قرون اولیه اسلامی                | شهرستان گرمسار، بخش ایوانکی، دهستان ایوانکی، ۱/۴ کیلومتری جنوب غرب روستای گلستانه                                        | ۲۶۰۸۸     | ۱۳۸۷/۱۲/۲۶ |       |
| ۱۲۰  | حمام قنات شور                           |       | قرون متاخر اسلامی                         | شهرستان گرمسار، بخش ایوانکی، دهستان ایوانکی، ۳۰۰ م شرق روستای متروکه گلستانه، ۹۰۰ م جنوب شرق روستای جنت آباد             | ۲۶۰۸۹     | ۱۳۸۷/۱۲/۲۶ |       |
| ۱۲۱  | امامزاده گمنام چنداب                    |       | قاجاریه                                   | شهرستان گرمسار، بخش ایوانکی، دهستان ایوانکی، داخل روستای چنداب                                                           | ۲۶۰۹۰     | ۱۳۸۷/۱۲/۲۶ |       |
| ۱۲۲  | رباط ماری کوچک                          |       | صفویه                                     | شهرستان گرمسار، بخش ایوانکی، شهر ایوانکی، ۷۶۰۰ م جنوب غربی ایوانکی                                                       | ۲۶۱۲۶     | ۱۳۸۷/۱۲/۲۶ |       |
| ۱۲۳  | تپه باستانی ماری                        |       | تاریخی ـ قرون اولیه اسلامی                | شهرستان گرمسار، بخش ایوانکی، شهر ایوانکی، جنوب غربی ایوانکی، غرب قلعه ماری                                               | ۲۶۱۲۷     | ۱۳۸۷/۱۲/۲۶ |       |
| ۱۲۴  | تپه مترسک                               |       | تاریخی                                    | شهرستان گرمسار، بخش ایوانکی، ۸۴۰۰ م جنوب شرقی شهر ایوانکی                                                                | ۲۶۱۲۸     | ۱۳۸۷/۱۲/۲۶ |       |
| ۱۲۵  | آب‌انبار کاروان‌سرای شاه عباسی            |       | قرون میانه و متاخر اسلامی                 | شهرستان گرمسار، بخش ایوانکی، شهر ایوانکی، شرق کاروانسرای شاه عباسی                                                       | ۲۶۱۲۹     | ۱۳۸۷/۱۲/۲۶ |       |
| ۱۲۶  | قلعه دختر یا تپه دختر                   |       | تاریخی                                    | شهرستان گرمسار، بخش ایوانکی، جنوب شهر ایوانکی، ۳۲۰ م شمال امامزاده ابراهیم                                               | ۲۶۱۳۰     | ۱۳۸۷/۱۲/۲۶ |       |
| ۱۲۷  | محوطه اسلامی جل دره                     |       | قرون اولیه و میانه اسلامی                 | شهرستان گرمسار، بخش ایوانکی، شهر ایوانکی، ۴۰۰م ورودی غربی شهر ایوانکی                                                    | ۲۶۱۳۱     | ۱۳۸۷/۱۲/۲۶ |       |
| ۱۲۸  | تپه باستانی فرودگاه                     |       | اوایل دوره تاریخی                         | شهرستان گرمسار، بخش ایوانکی، شهر ایوانکی، ۱۱۰۰ م جنوب غرب فرودگاه سمپاشی                                                 | ۲۶۱۳۲     | ۱۳۸۷/۱۲/۲۶ |       |
| ۱۲۹  | تپه باستانی ملک گور                     |       | آهن ـ اواخر تاریخی                        | شهرستان گرمسار، بخش ایوانکی، شهر ایوانکی، جاده خاکی حسین، جاده فرعی کل گور، کنار چاه آب بابا حیدر                        | ۲۶۱۳۳     | ۱۳۸۷/۱۲/۲۶ |       |
| ۱۳۰  | تپه لات حسین چال                        |       | تاریخی تا قرون اولیه اسلامی               | شهرستان گرمسار، بخش ایوانکی، شهر ایوانکی، ضلع جنوبی دامداری فتح ا… هاشمی، ۲۰۰ م شرق تپه گیس                              | ۲۶۱۳۴     | ۱۳۸۷/۱۲/۲۶ |       |
| ۱۳۱  | بنای تاریخی معدن نمک                    |       | تاریخی ـ اسلامی                           | شهرستان گرمسار، ۲/۴ کیلومتری شرق فرودگاه سمپاشی ایوانکی، دامنه شمالی ارتفاعات جنوبی ایوانکی، ۲۰۰ م شرق مسیل رودخانه      | ۲۶۱۳۵     | ۱۳۸۷/۱۲/۲۶ |       |
| ۱۳۲  | محوطه پیش از تاریخ کوه گردک             |       | ۱۵۰۰ سال ق‌م                               | شهرستان گرمسار، بخش ایوانکی، منتهی الیه دامنه شمالی ارتفاعات جنوبی ایوانکی، ۳۲۰۰ م غرب سردره                             | ۲۶۱۳۶     | ۱۳۸۷/۱۲/۲۶ |       |
| ۱۳۳  | آب‌انبار و قهوه‌خانه امیر خانی            |       | اواخر قاجاریه                             | شهرستان گرمسار، بخش ایوانکی، شهر ایوانکی، مجاور قهوه‌خانه امیرخانی                                                        | ۲۶۱۳۷     | ۱۳۸۷/۱۲/۲۶ |       |
| ۱۳۴  | تپه گورستان ایوانکی                     |       | پیش از تاریخ ـ تاریخی                     | شهرستان گرمسار، بخش ایوانکی، ۸ کیلومتری جنوب غرب شهر ایوانکی، ۵۲۰۰ م جنوب تپه گیس                                        | ۲۶۱۳۸     | ۱۳۸۷/۱۲/۲۶ |       |
| ۱۳۵  | قلعه جنوب غربی سردره                    |       | ۶ و۷ ه‍.ق                                   | شهرستان گرمسار، بخش ایوانکی، شهرایوانکی، ۱۰ کیلومتری جنوب شرق شهر ایوانکی، ۱۴۰ م جنوب غربی قلعه شرقی سردره               | ۲۶۱۹۷     | ۱۳۸۷/۱۲/۲۶ |       |
| ۱۳۶  | کاروان‌سرای امیری                        |       | قاجاریه                                   | شهرستان گرمسار، بخش ایوانکی، شهر ایوانکی، جبهه جنوب غرب مسجد حاج نبی                                                     | ۲۶۶۰۶     |            |       |
| ۱۳۷  | ساختمان پهلوی اول                       |       | پهلوی                                     | شهرستان گرمسار، بخش ایوانکی، شهر ایوانکی، ابتدای سردره، ناحیه سیاه لک                                                    | ۲۶۶۰۷     |            |       |
| ۱۳۸  | محوطه قلعه پیرزن                        |       | هزاره یک ق‌م ـ اوایل دوره تاریخی           | شهرستان گرمسار، بخش ایوانکی، ۳ کیلومتری جنوب روستای چشمه نادی                                                            | ۲۶۶۰۸     |            |       |
| ۱۳۹  | تپه باستانی قهوه‌خانه آقا محمدعلی        |       | هزاره یک ق. م ـ تاریخی                    | شهرستان گرمسار، بخش ایوانکی، شهر ایوانکی، ۸۰۰ م شمال غرب قلعه سردره                                                      | ۲۶۶۰۹     |            |       |
| ۱۴۰  | امامزاده طاهر و مطهر                    |       | قاجاریه                                   | شهرستان گرمسار، ۶ کیلومتری جنوب شرقی روستای کوشک                                                                         | ۳۳۷۶      | ۱۳۷۹/۱۲/۲۵ |       |

### شهرستان آرادان
| ردیف | نام اثر | نگاره | دیرینگی | موقعیت | شمارهٔ ثبت | تاریخ ثبت | منبع |  |